# Hồ Hạ
Hồ Hạ (tiếng Trung: 胡夏; bính âm: Hú Xià; tiếng Anh: Fox Hu) là một nam ca sĩ người Trung Quốc, quán quân của cuộc thi tìm kiếm tài năng âm nhạc Đài Loan Siêu Cấp Tinh Quang Đại Đạo mùa thứ 6 và cũng là thí sinh đại lục đầu tiên giành giải quán quân cuộc thi này. Anh được biết đến nhiều nhất khi hát bài "Những năm tháng ấy" – ca khúc chủ đề của bộ phim Cô gái năm ấy chúng ta cùng theo đuổi năm 2011.

## Tiểu sử
- Hồ Hạ sinh ngày 1 tháng 3 năm 1990, anh sinh ra và lớn lên ở Tây Hương Đường, Nam Ninh, Quảng Tây, Trung Quốc. Bố họ Hồ, mẹ họ Hạ, ban đầu họ định đặt tên cho anh là Hồ Ái Hạ, nhưng sau đó đổi thành Hồ Hạ. Hồ Ái Hạ cũng là tên album đầu tay của anh.
- Hồ Hạ học piano từ năm 6 tuổi, học tại trường trung học Tây An, sau học tại trường trung học số 1 trực thuộc đại học Nam Kinh, sau khi đạt giải nhất của cuộc thi hát ở trường, Hồ Hạ chuyển tới trường Hoa kiều Quảng Tây. Nhờ có đam mê và sự ủng hộ của cha mẹ, sau khi tốt nghiệp loại xuất sắc của trường Hoa kiều Quảng Tây, Hồ Hạ đã bắt đầu sự nghiệp ca hát của mình.

## Hoạt động nghệ thuật
Năm 2008 - 2010
- Năm 2008 sau khi tốt nghiệp THPT, Hồ Hạ tham gia cuộc thi Ca sĩ điện ảnh và truyền hình Quảng Tây nhưng đã rút lui sau khi lọt vào top 50. Cùng năm anh tham cuộc thi "Chạy đến Bắc Kinh để đạt được ước mơ âm nhạc" do Sữa chua Mengniu tổ chức và lọt vào top 8 chung cuộc.
- Tháng 9 năm 2009, khi mới 19 tuổi, Hồ Hạ rời quê hương đến Đài Loan tham gia cuộc thi Siêu Cấp Tinh Quang Đại Đạo mùa thứ 6. Sau khi đăng quan quán quân vào ngày 14/05/2010[1], Hồ Hạ ký hợp đồng với công ty Truyền thông Quang Tuyến (Enlight Pictures) và ký hợp đồng thu âm với nhãn đĩa Sony Music Taiwan, chính thức ra mắt với vai trò ca sĩ. Kênh youtube riêng HuXiaVevo cũng đã được tạo (tuy nhiên đã ngừng hoạt động từ năm 2015, sau khi kết thúc hợp đồng với Sony Music).
- Tháng 5 năm 2010, Hồ Hạ được mời làm khách mời khởi động cho tour lưu diễn vòng quanh thế giới "All I Ever Wanted" của quán quân American Idol Kelly Clarkson tại Đài Loan. Vào tháng 9, anh được mời làm khách mời đặc biệt tại concert "Play n Fun" của Trác Văn Huyên. Tháng 12 cùng năm phát hành album đầu tay có tên là Hồ Ái Hạ (胡 爱夏), đứng đầu bảng xếp hạng Gaon ngay trong tuần đầu tiên ra mắt. MV ca khúc chủ đề Ái Hạ(爱夏) trong album này nhanh chóng leo lên vị trí thứ 3. Album này đã lọt vào danh sách đề cử cho giải thưởng Người mới xuất sắc nhất tại Lễ trao giải Truyền thông Âm nhạc Trung Quốc lần thứ 11, đồng thời giành giải Nam ca sĩ xuất sắc nhất của Giải thưởng Âm nhạc Trung Quốc lần thứ 4, hai giải Người mới của năm và giải Người mới xuất sắc nhất của Lễ trao giải Giai điệu Vàng Singapore lần thứ 17[2].

Năm 2011
- Năm 2011, Hồ Hạ hát bài hát chủ đề Những năm tháng ấy(那些年) của bộ phim điện ảnh Cô gái năm ấy chúng ta cùng theo đuổi (You Are the Apple of My Eye). Bài hát này sau đó được đề cử cho giải "Nhạc phim hay nhất" tại Giải Kim Mã Đài Loan lần thứ 48[3], thống trị các bảng xếp hạng âm nhạc nặng ký như KKBOX Đài Loan trong hai tháng. MV trên Youtube khi ấy đã vượt qua 30 triệu lượt xem, trở thành video âm nhạc tiếng Hoa nhiều lượt xem nhất trên nền tảng Youtube, giành được vị trí thứ 2 trong Top 10 đề cử chuyên nghiệp và Bài hát yêu thích nhất của tôi tại Lễ trao giải Bảng xếp hạng Âm nhạc Phổ biến Hồng Kông năm 2011, Hồ Hạ là ca sĩ thứ 2 sau Châu Kiệt Luân giành được giải thưởng này, đồng thời giành vị trí thứ 8 của Top 10 giai điệu vàng Trung Quốc lần thứ 34 cũng như Giải thưởng vàng cho bài hát tiếng phổ thông xuất sắc. Vào tháng 8, anh giành được giải thưởng Người mới xuất sắc nhất của năm tại Liên hoan âm nhạc CCTV-MTV lần thứ 11.

Năm 2012
- Hồ Hạ lần đầu tiên thử sức với vai trò diễn viên khi đảm nhận vai chính Lưu Đồng trong phim điện ảnh Thương Tâm Đồng Thoại (伤心童话 / Sad Fairy Tale), đóng cặp cùng với Lưu Thi Thi[4]; tham gia 4 bộ phim ngắn bao gồm "Nhiệt huyết thanh xuân". "Tìm lại ký ức", "Yêu Đài Bắc", "Tôi muốn gặp Messi".
- Tháng 2 album cá nhân Điểm cháy được phát hành, đứng đầu bảng xếp hạng Gaon ngay tuần đầu tiên.
- Ngày 25 tháng 3, Hồ Hạ đã tổ chức concert đầu tiên Hãy để anh yêu em tại Nhà triển lãm Tây Môn Hồng Lâu bên bờ sông Đài Bắc, sau đó được Tô Vĩnh Khang mời làm khách mời trong concert Cho ai.
- Ngày 9 tháng 4, anh giành được giải thưởng Người mới xuất sắc nhất với Hồ Ái Hạ và Những năm tháng ấy tại Lễ trao giải Âm nhạc thường niên lần thứ 12.
- Ngày 8 tháng 5, concert "MOOV LIVE" được tổ chức tại Trung tâm Sáng tạo Triệu Cơ, Hong Kong[5].
- Ngày 13 tháng 5, album Điểm cháy đã chính thức được chỉnh sửa và phát hành, giữ vị trí á quân trên bảng xếp hạng Gaon.
- Ngày 15 tháng 8, tại quê nhà Nam Ninh, Hồ Hạ tổ chức concert dưới hình thức unplugged. Đây là concert unplugged đầu tiên trong sự nghiệp âm nhạc cá nhân và cũng là concert đầu tiên tại đại lục của anh.
- Ngày 23 tháng 8, tham gia lễ kỷ niệm của Đài phát thanh Tân Thành (Đài Loan), Hồ Hạ là nghệ sĩ đại lục duy nhất tham dự.
- Vào tháng 12, tại Lễ trao giải BXH bài hát Trung Quốc, Hồ Hạ lọt vào danh sách đề cử cho ca khúc vàng quý 3 Điểm cháy và ca khúc vàng quý 4 Thương tâm đồng thoại.

Năm 2013
- Năm 2013, Hồ Hạ làm khách mời trong concert của Đặng Tử Kỳ tại Hồng Khám, Hong Kong.
- Tháng 1, Hồ Hạ giành được 3 giải "Nam ca sĩ tiên phong được yêu thích nhất trên mạng", "Top 10 bài hát vàng của năm" và "Bài hát phổ biến nhất năm" tại Giải thưởng Âm nhạc Tiên phong.
- Tháng 2 cùng với Những năm tháng ấy tham gia Đêm hội Nguyên Tiêu của Đài truyền hình Trung ương Trung Quốc.
- Tháng 5 phát hành EP Tam.
- Album Điệu tango của tên ngốc được phát hành vào ngày 20 tháng 6 với hơn 1,26 triệu lượt truy cập ở Trung Quốc đại lục, Hồng Kông, Đài Loan và các khu vực khác, đứng đầu 11 bảng xếp hạng hàng đầu tại Đại lục, Hồ Hạ được Giám đốc điều hành của Sony Music Entertainment China Ltd. tặng 1 album siêu bạch kim như một món quà[6].
- Tháng 10, Hồ Hạ tham gia lễ trao giải Bảng xếp hạng bài hát Trung Quốc toàn cầu lần thứ 13 tại Malaysia, giành được giải thưởng Ca sĩ nổi bật nhất khu vực Bắc Kinh và giải Giọng ca mị lực, ca khúc "Thay đổi" trong album Điệu tango của tên ngốc của anh cũng giành được giải Top 20 bài hát vàng của năm.

Năm 2014
- Năm 2014, Hồ Hạ tham gia hát ca khúc chủ đề Bạn cùng bàn cho bộ phim Bạn cùng lớp (My Old Classmate) của nhà sản xuất Cao Hiểu Tùng; tháng 4 tham gia hát ca khúc chủ đề "Vô tình" của phim điện ảnh "Tứ đại danh bổ 3".
- Từ tháng 4 đến tháng 6, Hồ Hạ tham gia một vở nhạc kịch có tên Hạnh phúc vững chãi của nghệ sĩ Tiểu Kha.
- Ngày 10 tháng 8, anh tham gia bộ phim điện ảnh Tai Trái - bộ phim đầu tiên của Tô Hữu Bằng làm đạo diễn, đảm nhận vai Vưu Tha[7].

Năm 2015
- Ngày 14 tháng 4, album Thay tôi chăm sóc cho cô ấy được phát hành, bài hát chủ đề cùng tên trong album này cũng là bài hát chủ đề của phim điện ảnh "Tôi là nữ hoàng".
- Ngày 15 tháng 8, concert Mùa hè bất chợt được tổ chức tại Nhà hát Thế kỷ Bắc Kinh, toàn bộ thu nhập cá nhân từ buổi biểu diễn được quyên góp cho các nạn nhân liên quan đến vụ nổ ở Thiên Tân.
- Ngày 9 tháng 9, bộ phim điện ảnh "Hoạt bảo" được khởi chiếu tại Quảng Châu, trong phim Hồ Hạ đảm nhận vai A Vượng.
- Cũng trong năm này, Hồ Hạ kết thúc hợp đồng với Sony Music Taiwan và không tái ký.

Năm 2017
- Ngày 8 tháng 7, Hồ Hạ tham gia chương trình "Tôi muốn hát cùng bạn", trình bày 2 ca khúc là "Những năm tháng ấy" và "Ái Hạ"[8].

Năm 2018
- Ngày 24 tháng 1 năm 2018, Hồ Hạ cùng một vài người bạn thành lập công ty Đại Vũ Văn Hóa – 大雨文化 (Tên chính thức: 上海大雨文化传播有限公司 - Công ty TNHH Truyền thông Đại Vũ Văn Hoá Thượng Hải). Giám đốc công ty là Vu Đại Miểu (于大淼), cũng là người quản lý của Hồ Hạ. Đây là một công ty văn hóa – thể thao/thu âm – giải trí.
- Ngày 28 tháng 1, Hồ Hạ phát hành single mới nhất "Niệm", đây là single đầu tiên trong album cá nhân mới của anh, tập trung vào chủ đề bầu bạn. Ngày 1 tháng 3, vào đúng ngày sinh nhật của mình, anh tung ra single thứ 2 trong album mang tên "Bông hồng xấu hổ lặng lẽ nở hoa".
- Ngày 4 tháng 5, Hồ Hạ tham gia hát và góp mặt trong MV "Đất nước hùng mạnh có tôi góp sức" nhân dịp Tết Thanh niên.
- Tháng 12 hợp tác cùng Úc Khả Duy với ca khúc "Biết không biết không" (nhạc phim Minh Lan truyện), giành được giải thưởng Top 10 Giai điệu vàng tại Lễ hội giải trí âm nhạc TMEA Tencent 2019[9].

Năm 2019
- Ngày 16 tháng 3, Hồ Hạ tham gia chương trình Kinh Điển Vịnh Lưu Truyền, song ca cùng Úc Khả Duy ca khúc "Biết không biết không"[10].
- Ngày 17 tháng 4, album Niệm·Cựu chính thức phát hành.
- Ngày 8 tháng 6. Hồ Hạ làm khách mời tại concert ở Vũ Hán của Hứa Tung.
- Ngày 7 tháng 8, Hồ Hạ cùng Úc Khả Duy thể hiện ca khúc "Thiên hạ hữu tình nhân" tại chương trình đặc biệt cùng tên vào ngày lễ Thất Tịch của Đài truyền hình Trung ương Trung Quốc.
- Ngày 1 tháng 11 phim điện ảnh "Thản nhiên thấy Nam Sơn" do Hồ Hạ đóng vai chính chính thức ra rạp.

Năm 2020
- Ngày 17 tháng 1, Hồ Hạ tham gia biểu diễn "Tuổi trẻ không ngừng tiến lên" tại Gala Đêm xuân 2020 của Đài truyền hình Trung ương Trung Quốc.
- Vào tháng 3, với tư cách là ca sĩ tập kích, tham gia chương trình âm nhạc Ca sĩ: Đương đả chi niên (Singer 2020) của Đài truyền hình Hồ Nam[11].
- Ngày 5 tháng 12, chương trình "Theo đuổi ánh sáng nào các anh trai" được phát sóng. Trong chương trình, anh đã quyết định thử thách bản thân với rap và vũ đạo.
- Vào ngày 31 tháng 12, tham gia chương trình "Đêm Giao thừa - Ra khơi nào 2021" của Đài truyền hình Trung ương Trung Quốc.

Năm 2021
- Tháng 1 năm 2021, Hồ Hạ tham gia hoạt động thử giọng thần tượng quy mô lớn "Giọng hát được chọn" với tư cách là người giám sát âm thanh.
- Ngày 24 tháng 2, bộ phim "Liều mình vì huynh đệ" với sự tham gia của Hồ Hạ chính thức được phát sóng trên nền tảng chia sẻ video Youku.
- Ngày 26 tháng 2, anh tham gia Đêm hội Nguyên Tiêu Đài truyền hình Hồ Nam cùng với Hoắc Tôn, Dương Địch và Thái Trình Dục.
- Tối ngày 27 tháng 2, chương trình "Theo đuổi ánh sáng đi! Các anh trai" tiến vào vòng chung kết, Hồ Hạ cùng với Trần Chí Bằng, Phù Long Phi, Phó Tân Bác, Lưu Duy, Đàn Kiện Thứ và Vu Mông Lung giành được vị trí Ngôi sao theo đuổi ánh sáng.
- Ngày 2 tháng 3, ca khúc "Vô Đề" – nhạc phim webdrama Sơn Hà Lệnh được phát hành[12].
- Ngày 19 tháng 9, Hồ Hạ tham gia chương trình "Giấc mộng Trung Quốc - Bài hát của chúng ta", hợp tác cùng danh ca kỳ cựu Lâm Tử Tường và giành được danh hiệu Cặp đôi giọng hát vàng[13].
- Ngày 31 tháng 12, Hồ Hạ tham gia chương trình "Giấc mộng phương Đông - Đêm Giao thừa" của Đài Truyền hình Đông Phương, cùng Lâm Tử Tường hợp tác và "Đêm Giao thừa - Ra khơi nào 2022" của Đài truyền hình Trung ương Trung Quốc.

Năm 2022
- Ngày 1 tháng 1, tham gia chương trình "Căng buồn ra khơi Vùng Vịnh Lớn - Buổi hòa nhạc chào năm mới 2022", cùng Trần Hiểu Nhân biểu diễn ca khúc "Biển lớn quê hương"
- Ngày 1 tháng 2, Hồ Hạ tham gia đêm hội "Trăm hoa đón xuân" của Đài truyền hình Sơn Đông, cùng Liêu Xương Vĩnh song ca ca khúc "Người đáng yêu nhất"
- Ngày 2 tháng 2 tham gia chương trình "Giấc mơ Trung Quốc - Giấc mơ của tôi" biểu diễn ca khúc "Người theo đuổi ánh sáng".
- Ngày 15 tháng 2 tham gia "Đêm hội Nguyên Tiêu 2022" của Đài truyền hình Trung ương Trung Quốc, biểu diễn ca khúc "Mang hạnh phúc đến gặp người".
- Ngày 27 tháng 6, Hồ Hạ tham gia "Bữa tiệc Tốt nghiệp: Hát lên tương lai" do Weibo tổ chức và biểu diễn ca khúc "Bạn cùng bàn".
- Ngày 4 tháng 8, tham gia vở kịch ngắn "Đào hoa tiếu - Hội thơ Thất Tịch" trong chuơng trình "Đêm hội Thất Tịch 2022" của Đài truyền hình Trung ương Trung Quốc và biểu diễn ca khúc "Đào Hoa Tiếu".
- Ngày 22 tháng 8, tham gia "Bầu trời âm nhạc Thành Đô"

- Ngày 28 tháng 8, tham gia lễ bế mạc và trao giải của Liên hoan phim Trường Xuân Trung Quốc lần thứ 17, Hồ Hạ hát "Ngày hôm qua tươi đẹp" và "Thiếu niên truy phong"
- Ngày 9 tháng 9, tham gia Đêm thanh niên của Liên hoan phim quốc tế Bắc Kinh • Liên hoan phim sinh viên đại học lần thứ 29
- Ngày 10 tháng 9, Hồ Hạ tham gia "Đêm hội Trung thu của Đài Phát thanh và Truyền hình Trung ương Trung Quốc năm 2022" thể hiện ca khúc "Mặt trời đỏ" cùng với Lý Khắc Cần, cùng ngày, anh tham gia chương trình đặc biệt "Vũ trụ phim truyền hình" được phát sóng tại Gala Tết Trung thu của Đài truyền hình Sơn Đông, cùng Cầu Đan Lị biểu diễn ca khúc "Biết không biết không". Cũng trong tháng này, Hồ Hạ tham gia chương trình "Trời đất thi ca" của Đài truyền hình Hà Nam
- Ngày 3 tháng 10, Hồ Hạ tham gia chương trình "Chuyến du lịch Trùng dương kỳ diệu" và biểu diễn ca khúc "Mượn ánh sáng", cùng tháng đó chương trình nghệ thuật truyền hình của Hiệp hội truyền hình Trung Quốc "Theo bước chân Đảng tiến lên hành trình mới" phát sóng, Hồ Hạ tham gia và biểu diễn ca khúc "Thêm một lần xuất phát"
- Ngày 27 tháng 11, Hồ Hạ tham gia chương trình văn hoá quy mô lớn "Thi hoạ Trung Quốc" (tập 9)
- Ngày 9 tháng 12, chương trình "Buổi hoà nhạc thời gian" có sự tham gia của Hồ Hạ phát sóng
- Ngày 30 tháng 12, Hồ Hạ phát hành MORE, bài hát chủ đề đầu tiên trong album MORE Hồ Hạ, cũng là album thứ 6 trong sự nghiệp 12 năm ca hát của anh
- Ngày 31 tháng 12, Hồ Hạ tham dự Đêm hội mừng năm mới của Đài truyền hình Hồ Nam và thể hiện ca khúc "Phá kén", cùng ngày anh tham gia chương trình "Đêm Giao thừa - Ra khơi nào 2023" của Đài truyền hình Trung ương Trung Quốc, cùng Hứa Hân biểu diễn ca khúc "Chạy đi"

Năm 2023
- Ngày 18/01 tham gia Đêm hội Âm nhạc Weibo 2022
- Ngày 21/1 tham gia chương trình Cổ vận tân thanh và biểu diễn ca khúc Xuân Ý Phúc Doanh/春意福盈, cùng ngày tham gia Gala Lễ hội mùa xuân của Đài truyền hình Trung ương Trung Quốc và tham gia biểu diễn ca khúc Rồi sẽ ổn ngay thôi / 马上就会好的
- Ngày 22/1 tham gia chương trình Bách hoa nghênh xuân và trình bày ca khúc Ca dao mùa xuân / 春天谣
- Ngày 04/02 tham gia Liên hoan phim toàn quốc 2022 và trình bày liên khúc Ca khúc vàng đi cùng năm tháng / 年代金曲秀
- Ngày 05/02, tham gia Đêm hội Nguyên tiêu của Đài truyền hình Trung ương Trung Quốc và tham gia biểu diễn Bài ca chúc phúc / 祝福歌
- Ngày 16/3 tham gia chương trình “Tiếng vọng đất trời” do Liên đoàn Văn học và Nghệ thuật Trung Quốc tổ chức và biểu diễn ca khúc Sân khấu ánh trăng / 月亮舞台 cùng Thiện Y Thuần
- Ngày 17/03 tham gia Buổi hòa nhạc Giương buồm ra khơi Vùng Vịnh Lớn 2023
- Ngày 25/03 tham gia Đêm hội Khai hoa MOMO Live
- Ngày 04/05 tham gia chương trình UP Thanh xuân - chương trình đặc biệt nhân dịp Tết Thanh Niên; cùng ngày tham gia chương trình Chạy đi nào thanh xuân và biểu diễn ca khúc Thiếu niên vô danh / 无名少年  cùng Ngụy Thần
- Ngày 14/05 tham gia chương trình Kinh điển vịnh lưu truyền cùng Châu Chiêu Nghiên và trình bay ca khúc Tĩnh dạ tứ / 静夜思

## Hoạt động xã hội
- 14/06/2010: Đạt danh hiệu "Đại sứ hình ảnh thanh niên tình nguyện Nam Ninh" do Hội tình nguyện viên của Đoàn Thanh niên Cộng sản Nam Ninh thành phố Nam Ninh trao tặng.
- 21/06/2010: Đến thăm trường tiểu học Jeanswest Hope ở thị trấn Thập Yển, quận Trường Thọ, Trùng Khánh và được Tổ chức Thanh niên Trùng Khánh trao tặng danh hiệu "Đại sứ khuyến khích giáo viên phát triển".
- 02/07/2010: Được Liên đoàn Thanh niên Quảng Tây mời làm "Đại sứ Hình ảnh Giao lưu Thanh niên Quế – Đài" với hy vọng thúc đẩy giao lưu giữa thanh niên Quảng Tây và Đài Loan (Quế là tên gọi khác của tỉnh Quảng Tây).
- 30/06/2010 - 05/07/2010: Hồ Hạ cùng Đoàn Thanh niên Quảng Tây thuộc Nhóm điều tra Giao lưu kinh tế, Thương mại và Văn hóa Quảng Tây – Đài Loan đến Đài Loan để thực hiện các hoạt động giao lưu và biểu diễn văn hóa tại huyện Chương Hóa, Đài Loan.
- 10/10/2010: Trở thành "Đại sứ hình ảnh của Thanh niên xung phong Nam Ninh, Quảng Tây".
- 23/04/2011: Tham gia sứ mệnh giao lưu văn hóa Quảng Tây – Đài Loan tại hương Thụy Tuệ, huyện Hoa Liên, Đài Loan.
- 24/04/2011: Quảng bá du lịch Vườn quốc gia Thái Lỗ Các tại Hoa Liên
- 04/05/2011: Tham gia Phiên họp toàn thể lần thứ IX của Liên đoàn Thanh niên Quảng Tây với tư cách là Đại sứ hình ảnh của Thanh niên xung phong Nam Ninh.
- 31/07/2011: Tham gia sự kiện "Hành động sinh thái thúc đẩy Trung Quốc" tại Thẩm Dương.
- Từ tháng 10 năm 2011 đến tháng 1 năm 2012,  với tư cách là người đại diện cho "Dàn hợp xướng ước mơ" của CCTV tại Nam Ninh, anh tham gia các dự án từ thiện và quyên góp được 200.000 NDT vào quỹ từ thiện để chăm sóc sức khỏe tâm lí của Trường trẻ mồ côi Minh Thiên, Nam Ninh.
- 18/11/2011: Tham gia từ thiện bán các vật phẩm của người nổi tiếng trong "Dự án tăng trưởng kỳ diệu" 58.com ở Bắc Kinh và đã trực tiếp đến Quỹ Phát triển Thanh niên Trung Quốc để quyên góp tiền giúp các sinh viên có hoàn cảnh khó khăn hoàn thành việc học.
- 01/03/2012: Tặng bữa ăn dinh dưỡng cho trẻ em có hoàn cảnh khó khăn tại Đài Bắc, giúp các em ba bữa không bị đói.
- 14/03/2012: Tham gia sự kiện từ thiện Ngày Valentine Trắng "CoCo Duke One Day Store Manager" của Hiệp hội Trái Tim Đỏ tại Đài Bắc.
- 18/03/2012: Tham gia hoạt động Ngày hội chứng Down thế giới lần thứ 321, dùng giọng hát hay và hỗ trợ bằng những hành động thiết thực.
- 22/04/2012: Tham dự "Đêm từ thiện tưởng niệm Tình yêu Trung Quốc 512" tại Bắc Kinh (hoạt động tưởng niệm các nạn nhân trong vụ động đất Tứ Xuyên, phát sóng trên kênh truyền hình vệ tinh Tứ Xuyên vào ngày 12 tháng 5)
- 12/05/2012: Tham dự buổi hòa nhạc từ thiện Tỷ Muội Đào tại Đài Bắc, cùng ngày tham dự buổi hòa nhạc từ thiện "Người thừa kế tình yêu" tại Cao Hùng
- 29/07/2012: Làm người đại diện phát ngôn tuần lễ FANCL tại Thượng Hải
- 16/09/2012: Là khách mời của đài Bắc Kinh trong chuỗi hoạt động âm nhạc từ thiện "LOVE earth LOVE".
- 26/06/2013: Làm Đại sứ từ thiện cho Hội Trái Tim Đỏ, quyên góp bữa ăn dinh dưỡng cho trẻ em có hoàn cảnh khó khăn và tặng 1.000 cốc nước giải khát pha sẵn.
- 02/07/2013: Làm Đại sứ từ thiện cho Hội Trái Tim Đỏ, giúp đỡ trẻ em các gia đình có hoàn cảnh khó khăn nâng cao dinh dưỡng bữa ăn và tự tay pha chế đồ uống.
- 01/09/2013: Được mời làm Sứ giả mặt trời siêu danh dự của "Dự án năng lượng mặt trời" tại Hồng Kông
- 08/12/2013: Tham gia "2013 MusicRadio" tại Bắc Kinh
- Tháng 9 năm 2014, Hồ Hạ tham gia chương trình Sina Yangfan giúp đỡ sinh viên và tổ chức từ thiện, ủng hộ ứng dụng từ thiện tự lực đầu tiên trong nước – Trợ lý Yangfan – do Yangfan phát hành, nhằm giúp đỡ trẻ em vùng sâu, vùng xa được học tập.
- Tháng 11 năm 2014, anh tham gia sự kiện "Giữ gìn triệu trái tim" – một sự kiện từ thiện quy mô lớn và hỗ trợ cho ba em nhỏ bị bỏ rơi chi phí sinh hoạt trong ba năm.
- Tháng 1 năm 2015, Hồ Hạ được mời tham gia hoạt động đấu giá từ thiện với chủ đề "Đứa trẻ trong trái tim chúng ta" do Dương Lan tổ chức. Ngày 19/12, anh tham dự chuyến lưu diễn phúc lợi công cộng toàn quốc tại Đông Hoản.

## Siêu Cấp Tinh Quang Đại Đạo mùa 6

### Kết quả cuộc thi qua từng vòng
| Tập | Thời gian phát sóng | Chủ đề cuộc thi                                                                    | Ca khúc biểu diễn                                               | Hát gốc                  | Điểm số      | Ghi chú                                                            |
| --- | ------------------- | ---------------------------------------------------------------------------------- | --------------------------------------------------------------- | ------------------------ | ------------ | ------------------------------------------------------------------ |
| 01  | 06/11/2009          | Khởi động: Phân nhóm đối đầu                                                       | Ánh diêm thiên đường / 火柴天堂                                 | Hùng Thiên Bình / 熊天平 | Không có "X" | Đạt                                                                |
| 04  | 27/11/2009          | Top 48 phân nhóm đối đầu Bài hát tự chọn                                           | Đáng tiếc không phải em / 可惜不是你                            | Lương Tịnh Như / 梁靜茹  | 21           | Thắng (21-15)                                                      |
| 05  | 04/12/2009          | Top 40 phân nhóm đối đầu Bài hát đội trưởng                                        | Lưu luyến / 惜別                                                | Khang Khang / 康康       | 20           | Thắng (20-13)                                                      |
| 07  | 18/12/2009          | Trận đấu phân nhóm cuối cùng Thi đấu 1:1                                           | Khúc biệt ly / 离歌                                             | Tín Nhạc Đoàn / 信乐团   | 20           | Thắng (20-18)                                                      |
| 07  | 18/12/2009          | Trận đấu phân nhóm cuối cùng Thi đấu 1:1                                           | Anh đồng ý / 我愿意                                             | Vương Phi / 王菲         | 3 phiếu      | 30 giây hát chay Thắng (3-1)                                       |
| 09  | 01/01/2010          | Bài hát chiến thắng của tôi                                                        | Chim trong lồng / 囚鸟                                          | Bành Linh / 彭羚         | 22           | Đạt                                                                |
| 10  | 08/01/2010          | Chân dung âm nhạc của tôi Trận đấu quyết định Top 22                               | Anh thật sự yêu em / 我是真的爱你                               | Lý Tông Thịnh / 李宗盛   | 19           | Đạt                                                                |
| 11  | 15/01/2010          | Thi đấu nhóm Trận đấu quyết định Top 20                                            | Anh chờ đợi / 我期待                                            | Trương Vũ Sinh / 张雨生  | 16           | Đạt                                                                |
| 12  | 22/01/2010          | Thể hiện ca khúc vàng năm 2009 theo yêu cầu Trận đấu quyết định Top 18             | Không đơn giản như thế / 没那么简单                             | Hoàng Tiểu Hổ / 黄小琥   | 16           | Đạt                                                                |
| 13  | 29/01/2010          | Ca khúc chủ đề của tôi                                                             | Yêu / 爱                                                        | Mạc Văn Uý / 莫文蔚      | 17           | Đạt                                                                |
| 15  | 12/02/2010          | Ca sĩ huấn luyện Trận đấu quyết định Top 15                                        | Hồi ức lưu lạc / 流浪记                                         | Kỷ Hiểu Quân / 纪晓君    | 20           | Thua (20-23)                                                       |
| 16  | 14/02/2010          | Long Đằng Hổ Diệu Vượng Tinh Quang Nhạc kịch：Con rể ngốc đi chúc Tết / 傻女婿拜年 | Chúc mừng năm mới / 拜大年                                      | Dân ca Tuy Viến          | 17           | Thua (17-27)                                                       |
| 17  | 26/02/2010          | Song ca cùng học trưởng                                                            | Anh yêu em / 我爱你                                             | Lư Quảng Trọng / 卢广仲  | 21           | Dành được phần thưởng cho điểm số cao nhất Hợp tác cùng Lư Học Duệ |
| 18  | 05/03/2010          | Bài hát thành danh của Thiên vương Thiên hậu Trận đấu quyết định Top 14            | Sau nhà / 家后                                                  | Giang Huệ / 江蕙         | 25           | Đạt điểm tối đa                                                    |
| 19  | 12/03/2010          | Trận đấu 1:1 Trận đấu quyết định Top 13                                            | Nỗi nhớ vô hình vô tận / 无尽透明的思念                         | Dữu Trừng Khánh / 庾澄庆 | 21           | Thắng (21-15)                                                      |
| 20  | 19/03/2010          | Thử thách nhạc kịch Trận đấu quyết định Top 12                                     | Em nói sao đây / 你怎么说                                       | Đặng Lệ Quân / 邓丽君    | 18           | Đạt                                                                |
| 21  | 26/03/2010          | Dự bị 1:1 Vòng 1 Trận đấu quyết định Top 11                                        | Thế giới / 世界                                                 | Trần Dịch Tấn / 陈奕迅   | 18           | Thắng (18-15)                                                      |
| 22  | 02/04/2010          | Dự bị 1:1 Vòng 2 Trận đấu quyết định Top 10                                        | Đừng khiến nước mắt rơi cùng anh đêm nay / 不让我的眼泪陪我过夜 | Tề Tần / 齐秦            | 17           | Thua (17-25)                                                       |
| 23  | 09/04/2010          | Dự bị 1:1 Vòng 3 Trận đấu quyết định Top 9                                         | Bàn tay anh vuốt qua mái tóc đen của em / 穿过你的黑发的我的手  | La Đại Hựu / 罗大佑      | 16           | Thua (16-25)                                                       |
| 24  | 16/04/2010          | Dự bị 1:1 Vòng 4 Trận đấu quyết định Top 8                                         | Vì em anh chịu cơn gió lạnh / 为你我受冷风吹                    | Lâm Ức Liên / 林忆莲     | 20           | Thắng (20-18)                                                      |
| 25  | 23/04/2010          | Ma vương dự bị cuối cùng Trận đấu quyết định Top 8                                 | Khoe khoang / 炫耀                                              | Trần Khiết Nghi / 陈洁仪 | 20           | Hoà (20)                                                           |
| 25  | 23/04/2010          | Ma vương dự bị cuối cùng Trận đấu quyết định Top 8                                 | Tình chưa dứt / 新不了情                                        | Vạn Phương / 万芳        | 1 phiếu      | 30 giây hát chay Thua (1-3)                                        |
| 26  | 30/04/2010          | Cuộc đua tích điểm quyết định Top 7 Vòng 1: Thần tượng của tôi                     | Cô ấy đến xem concert của tôi / 她来听我的演唱会                | Trương Học Hữu / 张学友  | 20           | Điểm tích lũy 20+17=37                                             |
| 26  | 30/04/2010          | Cuộc đua tích điểm quyết định Top 7 Vòng 2: Bài hát do Ban giám khảo chỉ định      | Sứ Thanh Hoa / 青花瓷                                           | Châu Kiệt Luân / 周杰倫  | 17           | Điểm tích lũy 20+17=37                                             |
| 27  | 07/05/2010          | Tôi muốn giành hạng nhất Trận đấu quyết định Top 6 Chủ đề vòng 1: Trữ tình         | Bài hát của Trương Tam / 张三的歌                               | Lý Thọ Toàn / 李寿全     | 21           | Điểm tích luỹ 37+21+22=80                                          |
| 27  | 07/05/2010          | Tôi muốn giành hạng nhất Trận đấu quyết định Top 6 Chủ đề vòng 2: Sống động        | Cảm ơn người / 谢谢侬                                           | Trần Dịch Tấn / 陈奕迅   | 22           | Điểm tích luỹ 37+21+22=80                                          |
| 28  | 14/05/2010          | Chung kết Giai đoạn 1                                                              | Hãy ca bài hát này / 唱这歌                                     | Quách Phú Thành / 郭富城 | 19           | Điểm tích luỹ 80+19=99, xếp thứ nhất                               |
| 28  | 14/05/2010          | Chung kết Giai đoạn 2                                                              | Tháng ngày tươi đẹp / 闪亮的日子                                | Lưu Văn Chính / 刘文正   | 22           | Điểm tích luỹ cuối cùng 19.0687, giành Quán quân                   |
| 28  | 14/05/2010          | Chung kết Màn trình diễn cuối cùng                                                 | Thuỷ thủ / 水手                                                 | Trịnh Trí Hoá / 郑智化   |              | Cùng Dương Tông Vĩ và các thí sinh hợp xướng                       |

### Thành tích Quán quân
- Tổng điểm tích luỹ＝ (Điểm tích luỹ qua 2 lượt biểu diễn + Điểm số giai đoạn 1)／5 bài x 40%＋Điểm số giai đoạn 2 x 40%＋Điểm bình chọn qua tin nhắn x 20%
- Điểm bình chọn qua tin nhắn＝(Tổng số phiếu cá nhân／Tổng số phiếu qua tin nhắn) x 25
- Tổng số phiếu qua tin nhắn: 55 560
- Giai đoạn 1 (40%)：{\displaystyle {\frac {\left(80+19\right)}{5}}\times 40\%=7.92}
- Giai đoạn 2 (40%)：{\displaystyle 22\times 40\%=8.8}
- Bình chọn qua tin nhắn (20%)：{\displaystyle {\frac {26099}{55560}}\times 25\times 20\%=2.3487}
- Tổng điểm: 7.92＋8.8＋2.3487＝19.0687

| Thí sinh       | Giai đoạn 1 (40%)                        | Giai đoạn 2 (40%) | Bình chọn qua tin nhắn (20%) | Thứ hạng | Tổng điểm |
| -------------- | ---------------------------------------- | ----------------- | ---------------------------- | -------- | --------- |
| Hồ Hạ          | {\displaystyle 20+17+21+22+19=99} (7.92) | 22 (8.8)          | 26 099 (2.3487)              | 1        | 19.0687   |
| Đỗ Hoa Cẩn     | {\displaystyle 20+18+19+20+19=96} (7.68) | 21 (8.4)          | 20 416 (1.8373)              | 2        | 17.9137   |
| Tam Soái       | {\displaystyle 20+13+18+23+19=93} (7.44) | 18 (7.2)          | 4 779 (0.4301)               | 3        | 15.0701   |
| Hoàng Úc Thiện | {\displaystyle 20+16+19+18+23=96} (7.68) | 17 (6.8)          | 4 266 (0.3839)               | 4        | 14.8639   |
| Biên Phẩm Hiến | {\displaystyle 18+17+16+19+17=87}        | --                | 4 689                        | 5        |           |
| Tổng số phiếu  | Tổng số phiếu                            | Tổng số phiếu     | 55 560                       |          |           |

## Tác phẩm âm nhạc

### Album
| STT | Tên Album                            | Ngày phát hành | Hãng đĩa thu âm                 | Các ca khúc trong album | Ghi chú                                                                                     |
| --- | ------------------------------------ | -------------- | ------------------------------- | --- | ------------------------------------------------------------------------------------------- |
| 1   | Hồ Ái Hạ / 胡 爱夏                   | 17/12/2010     | Sony Music Entertainment Taiwan | 1. Tình Yêu Luôn Đúng / 爱 都是对的 2. Ảo Thanh / 幻听 3. Ngược Hướng / 逆向 4. Đánh Đàn Và Yêu Thương / 弹弹琴 恋恋爱 5. Ái Hạ / 爱夏 6. Oh Yêu / OH 爱 7. Đếm Đến Ba Không Khóc / 数到三不哭 8. Hẹn Hò / 拍拖 9. Lắng Đọng / 沉淀 10. Chờ Đợi Hoàn Chỉnh / 等待完整                                                                                      | Giải thưởng Người mới xuất sắc nhất tại Giải thưởng Giai điệu vàng Singapore lần thứ 17.    |
| 2   | Điểm Cháy / 燃点                     | 24/02/2012     | Sony Music Entertainment Taiwan | 1. Điểm Cháy / 燃点 2. Đồng Thoại Buồn / 伤心童话 3. Miễn Cưỡng / 勉强 4. Sẵn Sàng Để Yêu / 准备好要爱 5. Lỗi Của Anh / 我的错 6. Hãy Để Anh Yêu Em / 让我爱你 7. Khi Ấy / 当初 8. Tiểu Bảo Bối / 小宝贝 9. Khi Em Nghe Anh Nói / 当你听我说 10. Là Anh Mở Lời / 是我先开口 11. Những Năm Tháng Ấy / 那些年                                                |                                                                                             |
| 3   | Điệu Tango Của Tên Ngốc / 傻瓜探戈   | 22/06/2013     | Sony Music Entertainment Taiwan | 1. Tĩnh Điện / 静电 2. Thay Đổi / 改变 3. Điệu Tango Của Tên Ngốc / 傻瓜探戈 4. Liệu Chúng Ta Có Biết / 我们会不会 5. Người Mỉm Cười / 微笑的人 6. Học Cách Bước Đi / 学着走 7. Sau Khi Xa Nhà / 离家以后 8. Tình Yêu Cách Anh Một Mét / 爱情离我一公尺 9. Mắt Kính Gọng Đen / 黑框眼镜 10. Nhất Định Có Một Người / 一定有个你                            |                                                                                             |
| 4   | Thay Tôi Chăm Sóc Cô Ấy / 替我照顧她 | 14/04/2015     | Sony Music Entertainment Taiwan | 1. Ngày Hôm Qua Tươi Đẹp / 美好的昨天 2. Thay Tôi Chăm Sóc Cô Ấy / 替我照顾她 3. Sinh Thái Tình Yêu / 爱情生态 4. Một Tạp Âm Khác / 另一个噪音 5. Hạnh Phúc Ở Nơi Đây / 幸福在这里 6. Người Tốt / 好人 7. Em Ở Nơi Đâu / 你在哪里 8. Người Sau Này / 后来者 9. Thoát Ly Hiện Thực / 脱离现实 10. Prometheus / 普罗米修诗                                   |                                                                                             |
| 5   | Niệm·Cựu / 念·旧                     | 17/04/2019     | Đại Vũ Văn Hóa / 大雨文化       | Mặt A 1. Niệm / 念 2. Đọc Hiểu Tình Yêu / 阅读爱情 3. Mười Vạn Bụi Trần / 十万灰尘 4. Giai Lão / 偕老 5. Thơ Bom / 炸弹诗 6. Hoa Quỳnh / 昙花 Mặt B 1. Hoa Hồng Xấu Hổ Lặng Lẽ Nở Hoa / 羞答答的玫瑰静悄悄地开 2. Thông Báo Tìm Người / 寻人启事 3. Lồi Lõm / 凹凸 4. Động Vật Lưỡng Cư / 双栖动物 5. Đồng Loại / 同类 6. Biết Hay Không Biết / 知道不知道 | Album chia làm hai mặt: Mặt A là những bài hát mới hoàn toàn. Mặt B là những bài hát cover. |
| 6   | MORE Hồ Hạ / MORE 胡夏               |                | Đại Vũ Văn Hóa / 大雨文化       | Part X 1. Chúc Cậu / 祝你 2. Vật Cản / 拦路虎 3. Say / 微醺 4. Tín Ngưỡng Của Cung Nước / 水象信条 5. MORE 6. Hey Boy Part H 1. Những Người Như Chúng Ta / 我们这一些人啊 2. Bệnh Trì Hoãn / 拖延症 3. Một Nửa / 一半 4. Hy Vọng / 向往 5. Hồi Ức Có Gió / 回忆有风 6. Bầu Trời Em Trao / 你给的天空                                                       |                                                                                             |

### Nhạc phim
| STT | Tên bài hát                                           | Phim                                    | Ngày phát hành | Ghi chú                                                 |
| --- | ----------------------------------------------------- | --------------------------------------- | -------------- | ------------------------------------------------------- |
| 1   | Những Năm Tháng Ấy / 那些年                           | Cô Gái Năm Ấy Chúng Ta Cùng Theo Đuổi   | 27/07/2011     | Bài hát chủ đề Đề cử Kim Mã lần thứ 48                  |
| 2   | Đôi Cánh / 翅膀                                       | Nhiệt Huyết Thanh Xuân                  | 01/08/2011     | Phim ngắn của Hồ Hạ                                     |
| 3   | Thương Tâm Đồng Thoại / 伤心童话                      | Đồng Thoại Buồn                         | 14/09/2012     | Bài hát chủ đề                                          |
| 4   | Buông Xuống / 放下                                    | Tứ Đại Danh Bổ 2                        | 07/11/2013     | Bài hát chủ đề                                          |
| 5   | Bạn Cùng Bàn / 同桌的你                               | Bạn Cùng Lớp                            | 03/04/2014     | Bài hát chủ đề                                          |
| 6   | Vô Tình / 无情                                        | Tứ Đại Danh Bổ 3                        | 11/08/2014     | Bài hát chủ đề                                          |
| 7   | Em Ở Nơi Đâu / 你在哪里                               | 16 Mùa Hạ                               | 18/09/2014     | Bài hát chủ đề                                          |
| 8   | Một Tạp Âm Khác / 另一个噪音                          | Cuộc Phiêu Lưu Của Búp Bê Gỗ            | 30/01/2015     | Bài hát quảng bá                                        |
| 9   | Ngày Hôm Qua Tươi Đẹp / 美好的昨天                    | Tai Trái                                | 14/04/2015     | Bài hát quảng bá                                        |
| 10  | Yêu Nàng Từng Bước Rung Động / 爱你步步惊心           | Tân Bộ Bộ Kinh Tâm                      | 07/08/2015     | Bài hát chủ đề                                          |
| 11  | Niềm Vui Cho Tôi / 给我的快乐                         | Thần Khuyển Tiểu Thất                   | 10/08/2015     | Bài hát chủ đề                                          |
| 12  | Anh Ta Thích Hợp Hơn Anh / 他比我更适合               | Hạnh Phúc Mãn Đường                     | 29/02/2016     | Nhạc đệm                                                |
| 13  | Nếu Như Có Thể / 如果可以                             | Thiếu Nữ Toàn Phong 2                   | 28/07/2016     | Nhạc đệm                                                |
| 14  | Đợi Cả Đời / 等一生                                   | Mật Thám Vui Vẻ                         | 17/10/2016     | Nhạc kết                                                |
| 15  | Chào Em Cô Nàng Lọ Lem / 你好灰姑娘                   | Lý Huệ Trân Xinh Đẹp                    | 08/01/2017     | Nhạc kết                                                |
| 16  | Hạ Chí Chưa Tới / 夏至未至                            | Hạ Chí Chưa Tới                         | 11/06/2017     | Nhạc dạo – Bài hát chủ đề                               |
| 17  | Di Ngôn Tuổi Thanh Xuân / 青春遗言                    | Nỗi Đau Tuổi Mười Bảy                   | 01/09/2017     | Bài hát chủ đề                                          |
| 18  | Nước Đổ / 覆水                                        | Tướng Quân Ở Trên                       | 25/10/2017     | Bài hát quảng bá                                        |
| 19  | Tình Yêu Của Chúng Ta Không Có Lỗi / 我们的爱没有错   | Bong Bóng Mùa Hè                        | 07/05/2018     | Nhạc dạo – Bài hát chủ đề                               |
| 20  | Trực Giác / 直觉                                      | Vì Em Anh Nguyện Yêu Cả Thế giới        | 17/06/2018     | Nhạc đệm                                                |
| 21  | Thuyết Tiến Hóa Tình Yêu / 爱情进化论                 | Thuyết Tiến Hóa Tình Yêu                | 02/08/2018     | Bài hát chủ đề                                          |
| 22  | Hồng Tường Thán / 红墙叹                              | Diên Hy Công Lược                       | 03/08/2018     | Nhạc kết (từ tập 1 đến tập 22)                          |
| 23  | Dũng Khí / 勇气                                       | Hóa Ra Anh Vẫn Ở Đây                    | 02/11/2018     | Nhạc kết (bản truyền hình)                              |
| 24  | Rung Động / 打动                                      | Gia Đình Hạnh Phúc                      | 09/11/2018     | Bài hát chủ đề                                          |
| 25  | Năm Tháng Đằng Đẵng / 悠悠岁月                        | Tương Dạ                                | 04/12/2018     | Nhạc đệm                                                |
| 26  | Biết Không Biết Không / 知否知否                      | Minh Lan Truyện                         | 22/12/2018     | Nhạc kết (từ tập 1 đến tập 39) Song ca cùng Úc Khả Duy  |
| 27  | Chỉ Hỏi Nàng Có Bằng Lòng / 只问你肯不肯              | Minh Lan Truyện                         | 07/01/2019     | Nhạc đệm                                                |
| 28  | Vị Ngọt Đắng Nhất / 最苦的甜                          | Nữ Thần Cuối Cùng                       | 23/01/2019     | Nhạc kết                                                |
| 29  | Will You Love Me / Will You Love Me                   | Bạn Trai Vi Diệu Của Tôi 2              | 14/02/2019     | Bài hát chủ đề                                          |
| 30  | Thế Nào Là Vĩnh Hằng / 何为永恒                       | Tân Ỷ Thiên Đồ Long Ký 2019             | 27/02/2019     | Nhạc kết                                                |
| 31  | Tôi Từ Đâu Đến Đây / 我从哪里来                       | Cậu Bé Nổi Loạn                         | 28/04/2019     | Bài hát quảng bá                                        |
| 32  | Anh Chỉ Thích Em / 我只喜欢你                         | Anh Chỉ Thích Em                        | 29/04/2019     | Bài hát chủ đề                                          |
| 33  | Thanh Xuân Quần Vợt / 青春大满贯                      | Cố Gắng Lên, Thiếu Niên!                | 17/05/2019     | Nhạc kết                                                |
| 34  | Đổi Thay / 改变                                       | Bi Thương Ngược Dòng Thành Sông         | 03/07/2019     | Nhạc đệm (bản truyền hình)                              |
| 35  | Nếu Như Khi Ấy / 如果当时                             | Pháo Đài Thượng Hải                     | 24/07/2019     | Bài hát quảng bá                                        |
| 36  | Đảo Cô Độc / 孤岛                                     | Hồn Lính Nhảy Dù                        | 20/09/2019     | Nhạc đệm                                                |
| 37  | Bay Lượn Giữa Trời Đất / 翱翔天地                     | Cơ Trưởng Trung Quốc                    | 27/09/2019     | Nhạc đệm                                                |
| 38  | Thủy Mặc / 水墨                                       | Thủy Mặc Nhân Sinh                      | 25/10/2010     | Bài hát chủ đề                                          |
| 39  | Thản Nhiên Thấy Nam Sơn / 悠然见南山                  | Thản Nhiên Thấy Nam Sơn                 | 29/10/2019     | Bài hát chủ đề                                          |
| 40  | Lá Rơi / 落叶                                         | Cá Sấu Và Chim Choi Choi                | 14/11/2019     | Nhạc dạo                                                |
| 41  | Thanh Xuân Không Dừng Lại / 青春抛物线                | Thanh Xuân Không Dừng Lại               | 19/11/2019     | Nhạc dạo                                                |
| 42  | Tụ Tán Lưu Sa / 聚散流沙                              | Thiên Hành Cửu Ca Chi Ngự Đỉnh Cửu Châu | 12/12/2019     | Bài hát chủ đề                                          |
| 43  | Cẩm Tú Lệnh / 锦绣令                                  | Tiểu Nữ Trèo Nhà Lật Ngói               | 31/12/2019     | Nhạc kết                                                |
| 44  | Ánh Sáng Trong Tim / 心光                             | Trạm Kế Tiếp Là Hạnh Phúc               | 02/02/2020     | Bài hát chủ đề                                          |
| 45  | Nguyện Ca Hành / 愿歌行                               | Thanh Bình Nhạc – Cô Thành Bế           | 08/04/2020     | Nhạc dạo                                                |
| 46  | Tâm Tư Trong Lòng / 心之所向                          | Thân Yêu, Không Ngờ Phải Không          | 03/06/2020     | Nhạc đệm                                                |
| 47  | Giữa Những Hàng Chữ / 字里行间                        | Dân Sơ Kỳ Nhân Truyện – Ngoại Bát Hành  | 15/06/2020     | Nhạc đệm                                                |
| 48  | Không Say Không Quên / 不醉 不忘                      | Minh Nguyệt Từng Chiếu Giang Đông Hàn   | 07/10/2020     | Nhạc đệm                                                |
| 49  | Đã Qua / 来过                                         | Màn Sương Chết                          | 16/10/2020     | Bài hát chủ đề (bản tiếng Trung) Song ca cùng Mạnh Giai |
| 50  | Họa Tiên / 画仙                                       | Họa Tiên Kỷ                             | 07/12/2020     | Bài hát chủ đề Song ca cùng Diệp Huyền Thanh            |
| 51  | Nói Lời Tạm Biệt / 说再见吧                           | Ông Vua Tắm Gội                         | 14/12/2020     | Bài hát chủ đề                                          |
| 52  | Kết / 结                                              | Hữu Phỉ                                 | 16/12/2020     | Bài hát chủ đề nhân vật Ân Bái                          |
| 53  | Hồng Tuyệt / 红绝                                     | Thiên Quan Tứ Phúc (bản hoạt hình)      | 20/12/2020     | Nhạc kết (tập 9)                                        |
| 54  | Bất Chợt / 蓦然                                       | Lưu Kim Tuế Nguyệt                      | 04/01/2021     | Nhạc đệm                                                |
| 55  | Nơi Cuối Chân Trời / 天涯盡處                         | Thượng Dương Phú                        | 08/01/2021     | Nhạc kết Song ca cùng Châu Thâm                         |
| 56  | Giấc Mơ Không Ai Biết / 无人知晓的梦                  | Thầm Yêu: Quất Sinh Hoài Nam            | 20/01/2021     | Nhạc kết (bản truyền hình)                              |
| 57  | Thanh Thanh Niệm / 声声念                             | Ta Chính Là Cô Nương Như Thế            | 27/01/2021     | Bài hát chủ đề Song ca cùng Dương Thiên Hoa             |
| 58  | Giao Cho Thời Gian / 交给时间                         | Bát Nguyệt Vị Ương                      | 26/02/2021     | Bài hát quảng bá                                        |
| 59  | Vô Đề / 无题                                          | Thiên Nhai Khách – Sơn Hà Lệnh          | 02/03/2021     | Nhạc đệm                                                |
| 60  | Yêu Mất Rồi / 爱上了                                  | Em Là Thành Trì Doanh Lũy Của Anh       | 15/03/2021     | Nhạc đệm                                                |
| 61  | Thời Gian Theo Đuổi Giấc Mơ / 追梦时光                | Vinh Quang Bóng Bàn                     | 19/03/2021     | Nhạc đệm                                                |
| 62  | Lưu Khách / 流客                                      | Nam Yên Trai Bút Lục                    | 27/04/2021     | Nhạc đệm                                                |
| 63  | Thời Niên Thiếu / 时光少年                            | Tôi Và Thời Niên Thiếu Của Tôi          | 25/05/2021     | Nhạc dạo – Bài hát chủ đề                               |
| 64  | Khoảnh Khắc Rung Động / 心动的瞬间                    | Quân Trang Thân Yêu                     | 01/06/2021     | Nhạc kết – Bài hát chủ đề                               |
| 65  | Siêu Việt / 超越                                      | Chạy Đi! Đừng Dừng Lại                  | 12/06/2021     | Nhạc kết                                                |
| 66  | Hoa Nguyệt Nguyện / 花月愿                            | Thiên Quan Tứ Phúc (bản hoạt hình)      | 20/08/2021     | Bài hát chủ đề nhân vật Tạ Liên                         |
| 67  | Sinh Ra Bất Phàm / 不凡而生                           | Hào Quang                               | 08/09/2021     | Nhạc mở đầu                                             |
| 68  | Sai Lầm / 过错                                        | Hào Quang                               | 27/09/2021     | Nhạc kết                                                |
| 69  | Nửa Thời Gian Ấm Áp / 半暖时光                        | Nửa Thời Gian Ấm Áp                     | 24/11/2021     | Nhạc dạo                                                |
| 70  | Đừng Biệt Ly / 勿离                                   | Một Mảnh Băng Tâm Tại Ngọc Hồ           | 28/11/2021     | Nhạc kết Song ca cùng Quách Tĩnh                        |
| 71  | Thiếu Niên Truy Phong / 追风少年                      | Độ Không Tuyệt Đối                      | 10/01/2022     | Nhạc chủ đề                                             |
| 72  | Tình Yêu Độc Nhất / 唯爱                              | Mẹ Ơi! Cố Lên!                          | 07/06/2022     | Nhạc đệm                                                |
| 73  | Nếu Như Nói / 如果说                                  | Tôi Tên Lưu Kim Phượng                  | 25/06/2022     | Nhạc kết                                                |
| 74  | Hạnh Phúc Tối Cao / 快乐至上                          | Tuyệt Đại Song Kiều (bản hoạt hình)     | 19/07/2022     | Bài hát chủ đề                                          |
| 75  | Thật Tốt / 刚好多好                                   | Thiếu Niên Phái                         | 25/07/2022     | Nhạc đệm                                                |
| 76  | Không Quên / 不相忘                                   | Hoan Lạc Tụng 3                         | 18/08/2022     | Nhạc đệm                                                |
| 77  | Thế Giới Có Cô Ấy / 世间有她                          | Thế Giới Có Cô Ấy                       | 19/08/2022     | Bài hát quảng bá                                        |
| 78  | Đêm Vĩnh Hằng / 永夜                                  | Long Tộc                                | 20/08/2022     | Nhạc kết                                                |
| 79  | Đôi Ta / 俩俩                                         | Trầm Vụn Hương Phai                     | 22/08/2022     | Nhạc kết                                                |
| 80  | Mây Đen Gặp Trăng Sáng / 乌云与皎月                   | Mây Đen Gặp Trăng Sáng                  | 05/10/2022     | Nhạc kết                                                |
| 81  | Tất Cả Ánh Bình Minh Trên Thế Gian / 世界上所有的黎明 | Kẻ Thức Tỉnh                            | 02/11/2022     | Nhạc chủ đề                                             |
| 82  | Sao Người Nỡ Làm Tôi Buồn / 你怎么舍得我难过          | Gió Thổi Bán Hạ                         | 25/11/2022     | Nhạc đệm                                                |
| 83  | Xin Chào Tuổi Mười Tám / 你好十八岁                   | Xin Chào Ngày Hôm Qua                   | 27/12/2022     | Nhạc mở đầu                                             |
| 84  | Nhớ Gió Và Em / 念风及你                              | Hướng Gió Mà Đi                         | 02/01/2023     | Nhạc đệm                                                |
| 85  | Tạm Biệt, Trần Đoá / 再见，陈朵                       | Nhất Nhân Chi Hạ                        | 10/02/2023     | Nhạc nền                                                |
| 86  | Vùng Biển Trong Mơ Ấy / 梦中的那片海                  | Vùng Biển Trong Mơ Ấy                   | 06/06/2023     | Nhạc kết                                                |
| 87  | Ngọc Cốt Dao / 玉骨遥                                 | Ngọc Cốt Dao                            | 04/07/2023     | Nhạc đệm                                                |
| 88  | Một Vò Rượu Hoa Sen / 一壶莲花醉                      | Liên Hoa Lâu                            | 25/07/2023     | Nhạc đệm                                                |
| 89  | Càng Yêu Khói Lửa Nhân Gian / 偏爱人间烟火            | Trường Tương Tư                         | 31/07/2023     | Nhạc đệm                                                |
| 90  | Kẻ Tương Tư / 思想者                                  | Bảy Kiếp May Mắn                        | 15/08/2023     | Nhạc kết                                                |
| 91  | Bếp Lửa / 炉火                                        | Vinh Quang Của Bậc Cha Chú              | 31/08/2023     | Nhạc chủ đề                                             |
| 92  | Không Nói / 不说·                                     | Dĩ Ái Vi Doanh                          | 13/11/2023     | Nhạc đệm                                                |

### Các bài hát khác
| STT | Tên bài hát                                               | Ngày phát hành | Ghi chú |
| --- | --------------------------------------------------------- | -------------- | --- |
| 1   | Mộng Tưởng / 梦想                                         | 16/08/2011     | |
| 2   | Đao Tháp Truyền Kỳ / 刀塔传奇                             | 13/11/2014     | Nhạc game "Đao Tháp Truyền Kỳ"                                                                                          |
| 3   | Lõa Hạ / 裸夏                                             | 27/07/2015     | |
| 4   | Thục Sơn Kiếm Đạo / 蜀山剑道                              | 30/10/2015     | Nhạc game "Thục Sơn Kiếm Đạo"                                                                                           |
| 5   | Tô Châu Như Vậy / 那么苏州                                | 25/05/2016     | |
| 6   | Thanh Xuân Không Ngừng Tiến Lên / 青春不停跑              | 05/09/2017     | |
| 7   | Hàn Tín / 韩信                                            | 08/11/2018     | Nhạc game Vương giả vinh diệu (Nhạc chủ đề nhân vật Hàn Tín) Song ca cùng Ôn Hựu                                        |
| 8   | Cùng Người / 与你                                         | 09/08/2018     | Bài hát quảng bá Thành phố Liễu Châu                                                                                    |
| 9   | Đào Thiền / 逃禅                                          | 09/12/2019     | Nhạc game "Thiên Nhai Minh Nguyệt Đao"                                                                                  |
| 10  | Thất Tử Tân Ca / 七子新歌                                 | 19/12/2019     | Bài hát đặc biệt nhân kỷ niệm 20 năm thành phố Ma Cao được trao trả về cho Trung Quốc Song ca cùng Lộ Tân Kỳ            |
| 11  | Thời Gian Vui Vẻ / 欢乐时光                               | 21/12/2019     | |
| 12  | Lòng Có Lam Đồ / 心有蓝图                                 | 02/01/2020     | Bài hát trong chương trình đặc biệt của CCTV nhân kỷ niệm 20 năm Bồ Đào Nha trao trả thành phố Ma Cao về cho Trung Quốc |
| 13  | Cung Hỷ Phát Tài Tài / 恭喜发财财                         | 18/01/2020     | |
| 14  | Chim Di Trú / 候鸟                                        | 07/05/2020     | Hát lại từ bản gốc của S.H.E                                                                                            |
| 15  | Đảo Ngược / 倒带                                          | 30/05/2020     | Hát lại từ bản gốc của Thái Y Lâm (Nhạc kết phim truyền hình Đài Loan "Văn Phòng Hôn Nhân")                             |
| 16  | Bay Lên Nào, Thiếu Niên! / 飞翔吧！少年                   | 26/06/2020     | |
| 17  | Thần Hôn / 晨昏                                           | 09/07/2020     | Nhạc game Tình Yêu Và Nhà Sản Xuất (Mr Love: Queen's Choice)                                                            |
| 18  | Định Mệnh Chưa Được Quyết Định / 未定的注定               | 29/07/2020     | Nhạc game Cuốn Sách Sự Kiện Chưa Được Quyết Định (Tears of Themis)                                                      |
| 19  | Duyên Khởi Tru Tiên / 缘起诛仙                            | 08/09/2020     | Nhạc game Tru Tiên 3 (诛仙3)                                                                                            |
| 20  | Đường Trở Về / 归路                                       | 12/11/2020     | Nhạc game Kiếm Võng 3·Song Tinh Ký (剑网3·双星记)                                                                       |
| 21  | Điều Ước Của Thiên Sứ / 天使的愿望                        | 17/11/2020     | |
| 22  | Quan Trần Ca / 观尘歌                                     | 31/12/2020     | |
| 23  | Vấn Nga Mi / 问峨眉                                       | 15/01/2021     | Bài hát quảng bá Nga Mi Sơn                                                                                             |
| 24  | Ngâm Thương Lãng / 吟沧浪                                 | 09/06/2021     | Nhạc game Kiếm Võng 3·Diệu Âm Đại Đường (剑网3·妙音大唐)                                                                |
| 25  | Phượng Hoàng Lửa / 凤凰火                                 | 11/06/2021     | Nhạc game Đấu La Đại Lục (Nhạc chủ đề nhân vật Mã Hồng Tuấn)                                                            |
| 26  | Khúc Sơn Ca Đẹp Như Nước Sông Xuân / 山歌好比春江水       | 11/06/2021     | |
| 27  | Hướng Tàu / 船向                                          | 22/06/2021     | Ca khúc kỷ niệm 100 năm ngày thành lập ĐCS Trung Quốc                                                                   |
| 28  | Đánh Thức Trí Tưởng Tượng· / 觉醒想象                     | 23/06/2021     | |
| 29  | Bông Hoa Chiếu Rọi Ngân Hà / 银河照亮的花                 | 20/07/2021     | |
| 30  | Siêu Cầu Thiếu Niên / 超球少年                            | 21/07/2021     | Ca khúc chủ đề cho chương trình thực thực tế cùng tên về bóng đá dành cho lứa tuổi thiếu niên                           |
| 31  | Trường Thành / 长城长                                     | 30/07/2021     | Ca khúc kỷ niệm 100 năm ngày thành lập ĐCS Trung Quốc                                                                   |
| 32  | Theo Đuổi / 追寻                                          | 18/10/2021     | Ca khúc kỷ niệm 100 năm ngày thành lập ĐCS Trung Quốc                                                                   |
| 33  | Lâm Thanh Hiên / 林清轩                                   | 18/10/2021     | Ca khúc quảng bá cho thương hiệu Lâm Thanh Hiên do Hồ Hạ làm đại sứ                                                     |
| 34  | Yêu Anh Thật Lâu / 爱我久久                               | 15/12/2021     | |
| 35  | Hoa Lửa / 花火                                            | 11/01/2022     | Hợp tác cùng After Journey                                                                                              |
| 36  | Thần Tài Đến / 广财来                                     | 24/01/2022     | Hợp tác cùng Đàm Kiệt Hy, Lý Thừa Phong                                                                                 |
| 37  | Vương Triều / 王朝                                        | 15/04/2022     | Bài hát quảng bá cho thuơng hiệu BYD Auto, hợp tác cùng Từ Mộng Viên, Lưu Kha Hĩ và HITA                                |
| 38  | Hôm Nay Ngày Lành / 良辰今夕                              | 04/08/2022     | |
| 39  | Triều Đại Trung Quốc, Con Người Trung Quốc / 中国朝中国人 | 29/9/2022      | MV phát hành trong tập văn hóa của chương trình "Thiên Địa Thơ Tâm"                                                     |
| 40  | Mượn Ánh Sáng / 借光                                      | 04/10/2022     | Bài hát trong chương trình "Chuyến Đi Kì Diệu Tết Trùng Dương 2022" do đài Hà Nam sản xuất                              |
| 41  | Tuyết Rơi / 落雪                                          | 23/11/2022     | |
| 42  | Tuy Vạn Thiên Nhân / 虽万千人                             | 10/01/2023     | Ca khúc kỷ niệm 5 năm ra mắt game Nhất Mộng Giang Hồ                                                                    |
| 43  | Maimang / 麦芒                                            | 04/04/2023     | Ca khúc quảng bá cho Huawei Maimang do Hồ Hạ làm người đại diện                                                         |
| 44  | Duyệt Độc Hữu Quang / 阅读有光                            | 22/04/2023     | Ca khúc hưởng ứng Ngày Sách và Bản quyền Thế giới                                                                       |
| 45  | Sân Khấu Ánh Trăng / 月亮舞台                             | 01/05/2023     | Hợp tác cùng Thiện Y Thuần                                                                                              |
| 46  | Nữ Nhi Tình / 女儿情                                      | 08/05/2023     | Ca khúc quảng bá game Mộng Ảo Tây Du                                                                                    |
| 47  | Hành Trình / 旅程                                         | 22/06/2023     | |
| 48  | Gợn Sóng / 轻涟 La vaguelette                             | 14/11/2023     | Ca khúc bản tiếng Trung trong game Nguyên Thần                                                                          |
| 49  | Mây Và Biển / 云与海                                      | 19/11/2023     | |
| 50  | Tim Thấy Người / 找到你                                   | 16/01/2024     | |
| 51  | Khó Yên / 难平                                            | 19/01/2024     | |

### Đĩa mở rộng (EP)
| STT | Tên       | Ngày phát hành | Danh sách bài hát         | Ghi chú                                                                                      |
| --- | --------- | -------------- | ------------------------- | -------------------------------------------------------------------------------------------- |
| 1   | Tam / 三  | 17/05/2013     | Thay Đổi / 改变           |                                                                                              |
| 1   | Tam / 三  | 17/05/2013     | Học Cách Bước Đi / 学者走 |                                                                                              |
| 1   | Tam / 三  | 17/05/2013     | Sau Khi Xa Nhà / 离家以后 |                                                                                              |
| 2   | Nhặt / 拾 | 14/05/2020     | Đợi Mưa / 等雨            |                                                                                              |
| 2   | Nhặt / 拾 | 14/05/2020     | Mùa Hoa Nở / 花期         |                                                                                              |
| 2   | Nhặt / 拾 | 14/05/2020     | Tương Tiến Tửu / 将进酒   | Lời bài hát dựa trên bài thơ cùng tên của nhà thơ Lý Bạch. Song ca cùng ca sĩ Lý Ngọc Cương. |

## Điện ảnh và truyền hình

### Phim điện ảnh
| STT | Tên phim                                                                   | Nhân vật              | Ngày công chiếu | Ghi chú              |
| --- | -------------------------------------------------------------------------- | --------------------- | --------------- | -------------------- |
| 1   | Đồng Thoại Buồn / 伤心童话                                                 | Lưu Đồng / 刘同       | 14/09/2012      | Vai chính            |
| 2   | Hoàng Kim Phúc Tướng / 黃金福將                                            | Triệu Cương / 趙剛    | 23/01/2015      | Vai phụ              |
| 3   | Tai Trái / 左耳                                                            | Vưu Tha / 尤他        | 30/04/2015      | Vai phụ              |
| 4   | Vương Quốc Roco 4: Xuất Phát Nào! Người Khổng Lồ / 洛克王国4：出发！巨人谷 | Hugo / 雨果           | 13/08/2015      | Diễn viên lồng tiếng |
| 5   | Hoạt Bảo / 活宝                                                            | A Vượng / 阿旺        | 18/11/2016      | Vai chính            |
| 6   | Nỗi Đau Tuổi Mười Bảy / 会痛的十七岁                                       | Cố Minh Diệu / 顾明耀 | 15/09/2017      | Vai chính            |
| 7   | Thản Nhiên Thấy Nam Sơn / 悠然见南山                                       | Nam Sơn / 南山        | 01/11/2019      | Vai chính            |
| 8   | Liều Mình Vì Huynh Đệ / 我为兄弟狂                                         | Chung Hào / 钟豪      | 13/12/2019      | Vai chính            |

### Phim ngắn
| STT | Tên phim                            | Nhân vật        | Ngày công chiếu | Ghi chú   |
| --- | ----------------------------------- | --------------- | --------------- | --------- |
| 1   | Nhiệt Huyết Thanh Xuân / 乐动青春   | Hạ Thiên / 夏天 | 08/01/2011      | Vai chính |
| 2   | Tìm Lại Ký Ức / 追忆之夏            | Hồ Hạ / 胡夏    | 05/09/2012      | Vai chính |
| 3   | Yêu Đài Bắc / 爱上台北              | Hồ Hạ / 胡夏    | 19/09/2012      | Vai chính |
| 4   | Tôi Muốn Gặp Messi / 我要见梅西     | Hồ Hạ / 胡夏    | 15/03/2013      | Vai chính |
| 5   | Bí Mật Trong Chiếc Túi / 包里的秘密 | Hồ Hạ / 胡夏    | 02/02/2015      | Vai phụ   |

### Phim chiếu mạng
| STT | Tên tác phẩm                                                                         | Nhân vật     | Thời gian | Ghi chú                        |
| --- | ------------------------------------------------------------------------------------ | ------------ | --------- | ------------------------------ |
| 1   | Số 10 Phố Yên Đại Tà / 烟袋斜街10号                                                  | Hồ Hạ / 胡夏 | 2016      | Khách mời (ngoại truyện tập 1) |
| 2   | Tám Phút Ấm Áp / 八分钟的温暖                                                        | Hồ Hạ / 胡夏 | 2019      | Khách mời (tập 31)             |
| 3   | Thân Yêu, Không Ngờ Phải Không / 亲爱的，没想到吧                                    | Hồ Hạ / 胡夏 | 2020      | Khách mời (tập 30)             |
| 4   | Thời Đại Của Anh, Thời Đại Của Em / Thân Ái Chí Ái 我的时代，你的时代 / 亲爱的挚爱的 | Hồ Hạ / 胡夏 | 2021      | Khách mời (tập 2)              |

### Nhạc kịch
| STT | Tên tác phẩm                          | Nhân vật         | Thời gian                                                  | Ghi chú   |
| --- | ------------------------------------- | ---------------- | ---------------------------------------------------------- | --------- |
| 1   | Hạnh Phúc Vững Chãi / 稳稳的幸福      | Khưu Thần / 邱晨 | 23/04/2014, 24/04/2014, 21/06/2014, 24/06/2014, 26/06/2014 | Vai chính |
| 2   | Dựa Vào Đâu Anh Yêu Em / 凭什么我爱你 | Lý Thuận / 李順  | 16/06/2015 ~ 28/06/2015                                    | Vai chính |
| 3   | Dư Vị Của Tình Yêu / 爱情的滋味       | Khổ / 苦         | 14/08/2021                                                 | Vai chính |

### Chương trình truyền hình
| Năm  | Tên                                 | Tên gốc              | Tên tiếng Anh                      | Thời gian phát sóng              | Ghi chú                                                                                                  | Liên kết           |
| ---- | ----------------------------------- | -------------------- | ---------------------------------- | -------------------------------- | --- | ------------------ |
| 2009 | Siêu Cấp Tinh Quang Đại Đạo (mùa 6) | 超級星光大道         | One Million Star                   | 09/11/2009                       | Quán quân chung cuộc                                                                                     | Xem tại đây        |
| 2010 | Khang Hy Đến Rồi                    | 康熙来了             | Kangsi Coming                      | 17/03/2010                       | |                    |
| 2010 | Sinh Viên Rồi Phải Không            | 大学生了没           | University                         | 05/04/2010                       | |                    |
| 2010 | Sinh Viên Rồi Phải Không            | 大学生了没           | University                         | 22/12/2010                       | |                    |
| 2010 | Minh Tinh Đến Rồi                   | 明星来了             |                                    | 04/06/2010                       | |                    |
| 2010 | Nữ Nhân Thiên Hạ                    | 天下女人             |                                    | 12/06/2010                       | |                    |
| 2010 | Sân Khấu Âm Nhạc                    | 音乐现场             |                                    | 27/06/2010                       | |                    |
| 2010 | Sân Khấu Tuyệt Nhất                 | 最佳现场             | Big Star                           | 01/07/2010                       | | Xem tại đây        |
| 2010 | Khoái Lạc Đại Bản Doanh             | 快乐大本营           | Happy Camp                         | 28/08/2010                       | |                    |
| 2010 | Khang Hy Đến Rồi                    | 康熙来了             | Kangsi Coming                      | 23/12/2010                       | |                    |
| 2011 | Ca Sĩ Triệu Phú                     | 百万大歌星           | The One Million Singer             | 01/01/2011                       | |                    |
| 2011 | Ngày Chủ Nhật Quyền Lực             | Power星期天          | Power Sunday                       | 02/01/2011                       | |                    |
| 2011 | Ngày Chủ Nhật Quyền Lực             | Power星期天          | Power Sunday                       | 09/01/2011                       | |                    |
| 2011 | Ngày Chủ Nhật Quyền Lực             | Power星期天          | Power Sunday                       | 21/01/2011                       | |                    |
| 2011 | Ngày Chủ Nhật Quyền Lực             | Power星期天          | Power Sunday                       | 30/01/2011                       | |                    |
| 2011 | Tôi Đoán                            | 我猜我猜我猜猜猜     | Guess Guess Guess                  | 07/01/2011                       | |                    |
| 2011 | Giải Trí 100%                       | 娱乐百分百           |                                    | 08/01/2011                       | |                    |
| 2011 | Xông Lên Nào Thiên Tài              | 天才冲冲冲           | Genius Go Go Go                    | 08/01/2011                       | |                    |
| 2011 | Âm Nhạc Vạn Vạn Tuế                 | 音乐万万岁           |                                    | 09/01/2011                       | |                    |
| 2011 | Âm Nhạc Vạn Vạn Tuế                 | 音乐万万岁           | 06/02/2011                         |                                  | |                    |
| 2011 | Toàn Cảnh Showbiz                   | 完全娱乐             | Showbiz                            | 11/01/2011                       | |                    |
| 2011 | Bé Con Rất Bận                      | 小孩很忙             |                                    | 13/01/2011                       | |                    |
| 2011 | Trường Tiểu Học Triệu Đô            | 百万小学堂           | The Million Dollars Primary School | 14/01/2011                       | |                    |
| 2011 | Chuyện Đêm Muộn                     | 星夜故事秀           |                                    | 29/01/2011                       | |                    |
| 2011 | Ngôi Sao May Mắn                    | 欢乐幸运星           | Lucky Star                         | 07/02/2011                       | |                    |
| 2011 | Du Khách Bắc Kinh                   | 北京客               |                                    | 09/02/2011                       | |                    |
| 2011 | Quý Bà Nhiều Chuyện                 | Lady呱呱             | Lady Quack                         | 22/02/2011                       | | Xem tại đây        |
| 2011 | Mĩ Vị Nhân Sinh                     | 美味人生             |                                    | 11/03/2011                       | |                    |
| 2011 | Mĩ Vị Nhân Sinh                     | 美味人生             | 14/03/2011                         |                                  | |                    |
| 2011 | Ảo Thuật Gia Đời Sống               | 生活魔法师           | Life Magicians                     | 23/02/2011                       | |                    |
| 2011 | Băng Qua Hỏa Tuyến                  | 穿越火线             |                                    | 05/03/2011                       | |                    |
| 2011 | Vui Vẻ 100                          | 开心100              |                                    | 06/03/2011                       | |                    |
| 2011 | Vui Vẻ 100                          | 开心100              | 10/09/2011                         |                                  | |                    |
| 2011 | Sân Chơi Siêu Tân Binh              | 超级新秀场           |                                    | 12/03/2011                       | |                    |
| 2011 | Mỗi Ngày Tôi Yêu                    | 我爱每一天           |                                    | 29/03/2011                       | |                    |
| 2011 | Tình Yêu Trung Hoa                  | 中华情               |                                    | 02/04/2011                       | |                    |
| 2011 | Tình Yêu Trung Hoa                  | 中华情               | 06/08/2011                         |                                  | |                    |
| 2011 | Đặc Biệt Phi Thường                 | 非常不一班           |                                    | 08/04/2011                       | |                    |
| 2011 | Hoan Lạc Trung Quốc Hành            | 欢乐中国行           |                                    | 12/04/2011                       | |                    |
| 2011 | Du Khách Bắc Kinh                   | 北京客               |                                    | 23/04/2011                       | |                    |
| 2011 | Thao Thao Bất Tuyệt                 | 焘焘不绝             |                                    | 05/05/2011                       | |                    |
| 2011 | Bạn Bè Nên Như Thế                  | 朋友就该这样         |                                    | 06/05/2011                       | |                    |
| 2011 | Weibo Siêu Cường                    | 微博超级大           |                                    | 24/05/2011                       | |                    |
| 2011 | Weibo Siêu Cường                    | 微博超级大           | 25/05/2011                         |                                  | |                    |
| 2011 | Niên Đại Tú                         | 年代秀               |                                    | 27/05/2011                       | |                    |
| 2011 | Sân Khấu Đẹp Nhất                   | 最佳现场             | Big Star                           | 17/08/2011                       | | Xem tại đây        |
| 2011 | Thách Thức Microphone               | 挑战麦克风           |                                    | 29/08/2011                       | |                    |
| 2011 | Ngày Ngày Tiến Lên                  | 天天向上             | Day Day Up                         | 04/11/2011                       | |                    |
| 2012 | Ngày Ngày Tiến Lên                  | 天天向上             | Day Day Up                         | 03/02/2012                       | |                    |
| 2012 | Toàn Cảnh ShowBiz                   | 完全娱乐             | ShowBiz                            | 23/02/2012                       | |                    |
| 2012 | Bạn Đoán Xem                        | 你猜你猜你猜猜猜     | Guess                              | 03/03/2012                       | |                    |
| 2012 | Bạn Đoán Xem                        | 你猜你猜你猜猜猜     | Guess                              | 10/03/2012                       | |                    |
| 2012 | Bạn Đoán Xem                        | 你猜你猜你猜猜猜     | Guess                              | 06/09/2012                       | |                    |
| 2012 | SS Tiểu Yến Chi Dạ                  | SS小燕之夜           | Small Swallow Xiaoyan Night        | 06/03/2012                       | | Xem tại đây        |
| 2012 | Khang Hy Đến Rồi                    | 康熙来了             | Kangsi Coming                      | 12/03/2012                       | |                    |
| 2012 | Âm Nhạc Vui Nhộn                    | FUN音乐              |                                    | 13/03/2012                       | |                    |
| 2012 | Âm Nhạc Vui Nhộn                    | FUN音乐              | 26/03/2012                         |                                  | |                    |
| 2012 | Toàn Cảnh ShowBiz                   | 完全娱乐             | ShowBiz                            | 15/03/2012                       | |                    |
| 2012 | Làm Bạn Nhé                         | 佼个朋友吧           |                                    | 20/03/2012                       | |                    |
| 2012 | Ngày Chủ Nhật Quyền Lực             | Power星期天          | Power Sunday                       | 25/03/2012                       | |                    |
| 2012 | Giải Trí 100%                       | 娱乐百分百           |                                    | 31/03/2012                       | |                    |
| 2012 | Tỷ Muội Đào Tâm Thoại               | 姐妹淘心话           | Women's Talk                       | 02/04/2012                       | |                    |
| 2012 | Gương Mặt Thân Quen                 | 百变大咖秀           | Your Face Sounds Familiar          | 26/07/2012                       | |                    |
| 2013 | Niên Đại Tú                         | 年代秀               | The Generation Show                | 02/08/2013                       | |                    |
| 2013 | Niên Đại Tú                         | 年代秀               | The Generation Show                | 09/08/2013                       | | Xem đầy đủ tại đây |
| 2013 | Niên Đại Tú                         | 年代秀               | The Generation Show                | 23/08/2013                       | | Xem đầy đủ tại đây |
| 2013 | Niên Đại Tú                         | 年代秀               | The Generation Show                | 04/10/2013                       | | Xem đầy đủ tại đây |
| 2013 | WOW! Hầu Ma Cát                     | WOW！侯麻吉          | WOW! Houma Ji                      | 19/06/2013                       | |                    |
| 2013 | Vũ Trụ Nhỏ Số 33                    | 小宇宙33号           | 33 Small Universe                  | 18/06/2013                       | |                    |
| 2013 | Toàn Cảnh ShowBiz                   | 完全娱乐             | ShowBiz                            | 20/06/2013                       | |                    |
| 2013 | Giải Trí 100%                       | 娱乐百分百           | 100% Entertainment                 | 28/06/2013                       | |                    |
| 2013 | Tống Nghệ Đại Nhiệt Môn             | 综艺大热门           | Hot Door Night                     | 19/07/2013                       | |                    |
| 2013 | Khang Hy Đến Rồi                    | 康熙来了             | Kangsi Coming                      | 29/07/2013                       | |                    |
| 2013 | Vũ Điệu Vút Bay                     | 奇舞飞扬             | Amazing Dance                      | 05/09/2013                       | | Xem đầy đủ tại đây |
| 2013 | Vũ Điệu Vút Bay                     | 奇舞飞扬             | Amazing Dance                      | 19/12/2013                       | | Xem đầy đủ tại đây |
| 2013 | Tôi Thích Nhớ Ca Từ                 | 我爱记歌词           | Do You Remember                    | 22/12/2013                       | |                    |
| 2014 | Nam Tả Nữ Hữu                       | 男左女右             |                                    | 24/01/2014                       | |                    |
| 2014 | Nam Tả Nữ Hữu                       | 男左女右             | 21/03/2014                         |                                  | |                    |
| 2014 | Nhà Hát Ngôi Sao                    | 星剧社               |                                    | 15/05/2014                       | |                    |
| 2014 | Ngày Ngày Tiến Lên                  | 天天向上             | Day Day Up                         | 20/06/2014                       | |                    |
| 2014 | Chúng Ta Đều Thích Cười             | 我们都爱笑           | Laugh Out Loud                     | 21/06/2014                       | |                    |
| 2014 | Chúng Ta Đều Thích Cười             | 我们都爱笑           | Laugh Out Loud                     | 27/12/2014                       | |                    |
| 2015 | Khoái Lạc Đại Bản Doanh             | 快乐大本营           | Happy Camp                         | 18/04/2015                       | Tuyên truyền phim điện ảnh Tai trái                                                                      | Xem tại đây        |
| 2015 | Khoái Lạc Đại Bản Doanh             | 快乐大本营           | Happy Camp                         | 01/08/2015                       | Khách mời, tuyên truyền phim điện ảnh Tân Bộ Bộ Kinh Tâm                                                 | Xem tại đây        |
| 2015 | Khoảng Cách Tĩnh Lặng               | 非常静距离           | Very Quiet Distance                | 19/04/2015                       | |                    |
| 2015 | Có Hẹn Với Lỗ Dự                    | 鲁豫有约             | A Date With Luyu                   | 30/04/2015                       | |                    |
| 2015 | Giấc Mộng Trung Quốc                | 中国梦想秀           | Chinese Dream Show                 | 13/05/2015                       | |                    |
| 2015 | Giấc Mộng Trung Quốc                | 中国梦想秀           | Chinese Dream Show                 | 15/05/2015                       | |                    |
| 2015 | Chúng Ta Đều Thích Cười             | 我们都爱笑           | Laugh Out Loud                     | 21/05/2015                       | | Xem đầy đủ tại đây |
| 2015 | Bay Lên Trời Cao                    | 冲上云霄             |                                    | 19/07/2015 02/08/2015 23/08/2015 | | Xem đầy đủ tại đây |
| 2016 | Đốt Cháy Calories                   | 奔跑卡路里           |                                    | 13/01/2016                       | | Xem đầy đủ tại đây |
| 2016 | Đốt Cháy Calories                   | 奔跑卡路里           | 20/01/2016                         |                                  | Xem đầy đủ tại đây                                                                                       |                    |
| 2016 | Chiến Đấu Nào Thần Tượng            | 作战吧偶像           | The Collaboration                  | 30/06/2016                       | Chương trình truyền hình hợp tác giữa Trung Quốc và Hàn Quốc. Cùng đội với Zico                          | Xem đầy đủ tại đây |
| 2016 | Thần Tượng Siêu Cấp                 | 超神偶像             |                                    | 25/06/2016                       | |                    |
| 2016 | Niên Đại Tú                         | 年代秀               | The Generation Show                | 01/07/2016                       | |                    |
| 2016 | Nét Mặt Trung Quốc                  | 中国面孔             |                                    | 08/09/2016                       | |                    |
| 2016 | Tối Muốn Lên Xuân Vãn               | 我要上春晚           |                                    | 16/10/2016                       | | Xem đầy đủ tại đây |
| 2016 | Ngày Ngày Tiến Lên                  | 天天向上             | Day Day Up                         | 28/10/2016                       | | Xem đầy đủ tại đây |
| 2016 | Không Phục Thì Chiến Đi             | 不服来战             | Come On!                           | 30/10/2016                       | | Xem đầy đủ tại đây |
| 2016 | Tôi Muốn Giấu Mặt                   | 我要上蒙面           |                                    | 05/11/2016                       | | Xem đầy đủ tại đây |
| 2017 | Món Quà Của Những Vì Sao            | 星星的礼物           | The Gift Of Love                   | 11/03/2017                       | | Xem đầy đủ tại đây |
| 2017 | Món Quà Của Những Vì Sao            | 星星的礼物           | The Gift Of Love                   | 14/07/2017                       | | Xem đầy đủ tại đây |
| 2017 | Tập Kết Nào Vương Giả               | 集结吧王者           |                                    | 28/06/2017                       | | Xem đầy đủ tại đây |
| 2017 | Tôi Muốn Hát Cùng Bạn               | 我想和你唱           | Come Sing With Me                  | 08/07/2017                       | | Xem đầy đủ tại đây |
| 2017 | Gia Đình Vui Vẻ                     | 家庭欢乐秀           |                                    | 30/11/2017 07/12/2017            | |                    |
| 2018 | Ngày Ngày Tiến Lên                  | 天天向上             | Day Day Up                         | 06/04/2018                       | | Xem đầy đủ tại đây |
| 2018 | Ngày Ngày Tiến Lên                  | 天天向上             | Day Day Up                         | 06/05/2018                       | | Xem đầy đủ tại đây |
| 2018 | Ngày Ngày Tiến Lên                  | 天天向上             | Day Day Up                         | 05/08/2018                       | | Xem đầy đủ tại đây |
| 2018 | Lật Bài Đại Minh Tinh               | 翻牌大明星           | Choose Big Star                    | 17/05/2018                       | | Xem đầy đủ tại đây |
| 2018 | Tìm Lại Giai Điệu Vàng              | 金曲捞               | Golden Melody                      | 27/07/2018                       | | Xem đầy đủ tại đây |
| 2018 | The Kids' Voice                     | 新声有范             | The Kids' Voice                    | 10/09/2018                       | | Xem đầy đủ tại đây |
| 2019 | Chung Cực Cao Thủ                   | 终极高手             |                                    | 18/01/2019                       | Giải đấu Vương giả vinh diệu (King of Glory), tham gia cùng Ngụy Đại Huân, Hầu Minh Hạo, Trương Kế Khoa. | Xem đầy đủ tại đây |
| 2019 | Ngày Ngày Cất Tiếng Hát             | 天天把歌唱           |                                    | 26/03/2019                       | |                    |
| 2019 | Ngày Ngày Cất Tiếng Hát             | 天天把歌唱           | 20/08/2019                         |                                  | |                    |
| 2019 | Ngày Ngày Cất Tiếng Hát             | 天天把歌唱           | 05/09/2019                         |                                  | |                    |
| 2019 | Keep Running                        | 奔跑吧               | Keep Running                       | 28/06/2019                       | | Xem đầy đủ tại đây |
| 2019 | Khoái Lạc Đại Bản Doanh             | 快乐大本营           | Happy Camp                         | 06/07/2019                       | | Xem đầy đủ tại đây |
| 2019 | Lân Gia Chi Thoại                   | 邻家诗话             |                                    | 09/09/2019                       | | Xem đầy đủ tại đây |
| 2019 | Lân Gia Chi Thoại                   | 邻家诗话             | 12/09/2019                         |                                  | | Xem đầy đủ tại đây |
| 2019 | Thành Phố Tương Giao                | 知遇之城             | Healing City                       | 08/10/2019                       | | Xem đầy đủ tại đây |
| 2019 | Ma Cao Yêu Thương                   | 情满澳门             |                                    | 20/12/2019                       | Chương trình đặc biệt kỷ niệm 20 năm thành phố Ma Cao được trao trả về cho Trung Quốc của CCTV           | Xem tại đây        |
| 2020 | Xin Chào Cuộc Sống                  | 你好生活             |                                    | 15/01/2020                       | | Xem đầy đủ tại đây |
| 2020 | Xin Chào Cuộc Sống                  | 你好生活             | 22/01/2020                         |                                  | | Xem đầy đủ tại đây |
| 2020 | Khai Môn Đại Cát                    | 开门大吉             |                                    | 29/01/2020                       | | Xem đầy đủ tại đây |
| 2020 | Khoái Lạc Đại Bản Doanh             | 快乐大本营           | Happy Camp                         | 28/03/2020                       | | Xem đầy đủ tại đây |
| 2020 | Ca Sĩ · Đương Đả Chi Niên           | 歌手·当打之年        | Singer 2020                        | 06/03/2020                       | Tham gia với vai trò Ca sĩ tập kích Các tập tham gia: tập 5, tập 6, tập 11                               | Xem đầy đủ tại đây |
| 2020 | Ca Sĩ · Đương Đả Chi Niên           | 歌手·当打之年        | Singer 2020                        | 13/03/2020                       | Tham gia với vai trò Ca sĩ tập kích Các tập tham gia: tập 5, tập 6, tập 11                               | Xem đầy đủ tại đây |
| 2020 | Ca Sĩ · Đương Đả Chi Niên           | 歌手·当打之年        | Singer 2020                        | 17/04/2020                       | Tham gia với vai trò Ca sĩ tập kích Các tập tham gia: tập 5, tập 6, tập 11                               | Xem đầy đủ tại đây |
| 2020 | Thành Phố Của Tôi Bài Hát Của Tôi   | 我的城 我的歌        |                                    | 05/04/2020                       | | Xem đầy đủ tại đây |
| 2020 | Giọng Hát Trời Ban                  | 天赐的声音           | The Treasured Voice                | 05/04/2020                       | | Xem đầy đủ tại đây |
| 2020 | Ngày Ngày Ca Hát                    | 天天把歌唱           |                                    | 24/04/2020                       | |                    |
| 2020 | Ngày Ngày Ca Hát                    | 天天把歌唱           | 29/05/2020                         |                                  | |                    |
| 2020 | Ngày Ngày Ca Hát                    | 天天把歌唱           | 08/06/2020                         |                                  | |                    |
| 2020 | Sóng Âm Đường Phố                   | 街头音浪             | Sing Along The Way                 | 18/09/2020                       | Tham gia với vai trò Trợ lý âm thanh Các tập tham gia: tập 4, tập 6, tập 10                              | Xem đầy đủ tại đây |
| 2020 | Sóng Âm Đường Phố                   | 街头音浪             | Sing Along The Way                 | 02/10/2020                       | Tham gia với vai trò Trợ lý âm thanh Các tập tham gia: tập 4, tập 6, tập 10                              | Xem đầy đủ tại đây |
| 2020 | Sóng Âm Đường Phố                   | 街头音浪             | Sing Along The Way                 | 30/10/2020                       | Tham gia với vai trò Trợ lý âm thanh Các tập tham gia: tập 4, tập 6, tập 10                              | Xem đầy đủ tại đây |
| 2020 | Theo Đuổi Ánh Sáng Đi! Các Anh Trai | 追光吧！哥哥         | Shine ! Super Brothers             | 05/12/2020                       | | Xem đầy đủ tại đây |
| 2021 | Trái Bóng Điên Cuồng                | 疯狂的球球           |                                    | 15/01/2021                       | | Xem tại đây        |
| 2021 | Bài Hát Của Chúng Ta                | 我们的歌             | Singing With Legends               | 15/02/2021                       | Khách mời tập đặc biệt mừng năm mới                                                                      | Xem đầy đủ tại đây |
| 2021 | Bài Hát Của Chúng Ta                | 我们的歌             | Singing With Legends               | 16/02/2021                       | Khách mời tập đặc biệt mừng năm mới                                                                      | Xem đầy đủ tại đây |
| 2021 | Bài Hát Của Chúng Ta                | 我们的歌             | Singing With Legends               | 19/09/2021                       | Tham gia với vai trò ca sĩ hậu bối, hợp tác cùng Lâm Tử Tường                                            | Xem đầy đủ tại đây |
| 2021 | Khoái Lạc Đại Bản Doanh             | 快乐大本营           | Happy Camp                         | 03/04/2021                       | | Xem đầy đủ tại đây |
| 2021 | Khoái Lạc Đại Bản Doanh             | 快乐大本营           | Happy Camp                         | 10/07/2021                       | | Xem đầy đủ tại đây |
| 2021 | Cửa Tiệm Nhỏ Trên Mây·              | 云上的小店           | A Store Of Hope                    | 10/12/2021                       | | Xem đầy đủ tại đây |
| 2021 | Cửa Tiệm Nhỏ Trên Mây·              | 云上的小店           | A Store Of Hope                    | 17/12/2021                       | | Xem đầy đủ tại đây |
| 2021 | Ngôi Nhà Của Chúng Ta               | 大伙之家             |                                    | 16/12/2021                       | | Xem đầy đủ tại đây |
| 2021 | Buổi Hòa Nhạc Thời Gian             | 时光音乐会           | Time Concert                       | 17/12/2021                       | | Xem đầy đủ tại đây |
| 2021 | Buổi Hòa Nhạc Thời Gian             | 时光音乐会           | Time Concert                       | 24/12/2021                       | | Xem đầy đủ tại đây |
| 2022 | Bài Hát Của Chúng Ta                | 我们的歌新春嗨唱大会 | Singing With Legends               | 05/02/2022                       | Khách mời tập đặc biệt mừng năm mới                                                                      | Xem đầy đủ tại đây |
| 2022 | Bài Hát Của Chúng Ta                | 我们的歌新春嗨唱大会 | Singing With Legends               | 06/02/2022                       | Khách mời tập đặc biệt mừng năm mới                                                                      | Xem đầy đủ tại đây |
| 2022 | Kinh Điển Vịnh Lưu Truyền           | 经典永流传           |                                    | 16/04/2022                       | |                    |
| 2022 | Trận Chiến Đỉnh Cao                 | 战至巅峰             | We Are The Champions               | 11/06/2022                       | | Xem đầy đủ tại đây |
| 2022 | Đất Trời Thơ Ca                     | 天地诗心             |                                    | 28/09/2022                       | |                    |
| 2022 | Chuyến Du Lịch Trùng Dương Kỳ Diệu  | 重阳奇妙游           |                                    | 03/10/2022                       | Chương trình đặc biệt nhân dịp tết Trùng Dương của Đài truyền hình Hà Nam                                |                    |
| 2022 | Thi Hoạ Trung Quốc                  | 诗画中国             |                                    | 27/11/2022                       | |                    |
| 2022 | Buổi Hòa Nhạc Thời Gian             | 时光音乐会           | Time Concert                       | 09/12/2022                       | Khách mời thường trú                                                                                     | Xem đầy đủ tại đây |
| 2023 | Kinh Điển Vịnh Lưu Truyền           | 经典永流传           |                                    | 14/05/2023                       | |                    |
| 2023 | Bản Nhạc Phim Hay Nhất              | 剧好听的歌           | Ring A Bell                        | 08/06/2023                       | Khách mời thường trú                                                                                     | Xem đầy đủ tại đây |
| 2023 | Trận Chiến Đỉnh Cao                 | 战至巅峰             | We Are The Champions               | 08/07/2023                       | Khách mời thường trú                                                                                     |                    |
| 2023 | Giai Điệu Vượt Thời Gian            | 跨越时空的旋律       |                                    | 15/09/2023                       | |                    |
| 2023 | Hành Trình Âm Nhạc                  | 乐在旅途             |                                    | 05/11/2023                       | | Xem đầy đủ tại đây |
| 2023 |                                     | 何不秉烛游           |                                    | 27/12/2023                       | | Xem đầy đủ tại đây |
| 2024 | Kho Nhạc Số 17                      | 17号的音乐仓库       |                                    | 16/02/2024                       | |                    |
| 2024 | Tôi Muốn Hát Cùng Bạn               | 我想和你唱           | Come Sing With Me                  |                                  | |                    |

Còn nhiều chương trình khác chưa được liệt kê

## Concert

### Concert
| Thời gian  | Tên                           | Tên gốc              | Địa điểm   |
| ---------- | ----------------------------- | -------------------- | ---------- |
| 25/03/2012 | Concert 「Hãy Để Anh Yêu Em」 | 「让我爱你」演唱会   | Đài Bắc    |
| 08/05/2012 | Concert 「MOOV Live」         | 「MOOV Live」演唱会  | Hồng Kông  |
| 18/08/2012 | Concert「Red Bull Unplugged」 | 「红牛不插电」演唱会 | Nam Ninh   |
| 15/08/2015 | Concert「Mùa Hè Bất Chợt」    | 「忽然一夏」演唱会   | Bắc Kinh   |
| 24/06/2018 | Fan meeting「Hạ Chí」         | 「夏至」粉丝见面会   | Thành Đô   |
| 13/07/2019 | Tiệc Trà Của Ông Chủ Hồ       | 胡老板的茶话会       | Quảng Châu |
| 13/09/2019 | Tiệc Trà Của Ông Chủ Hồ       | 胡老板的茶话会       | Tế Nam     |

### Tiệc sinh nhật
| Thời gian  | Tên                           | Tên gốc            | Địa điểm   |
| ---------- | ----------------------------- | ------------------ | ---------- |
| 01/03/2014 | Tiệc sinh nhật 「1314 Ái Hạ」 | 「1314爱夏」生日会 | Bắc Kinh   |
| 11/03/2017 | Tiệc sinh nhật của Hồ Hạ      | 胡夏生日音乐会     | Thành Đô   |
| 01/03/2019 | Tiệc sinh nhật「Đương Hạ」    | 「当夏」生日会     | Thượng Hải |

## Giải thưởng
| Tên chương trình                    | Kết quả   | Ghi chú                                                     |
| ----------------------------------- | --------- | ----------------------------------------------------------- |
| Siêu Cấp Tinh Quang Đại Đạo (Mùa 6) | Quán quân | Thí sinh đại lục đầu tiên giành giải Quán quân cuộc thi này |

| STT | Tên chương trình                                                      | Hạng mục đề cử     | Giải thưởng                             | Kết quả   | Ghi chú                                                |
| --- | --------------------------------------------------------------------- | ------------------ | --------------------------------------- | --------- | ------------------------------------------------------ |
| 1   | Lễ trao giải Jeanswest Entertainment lần thứ 5                        | Hồ Hạ              | Bước nhảy vọt đặc biệt của năm          | Đoạt giải |                                                        |
| 2   | Giải thưởng Giai điệu vàng Singapore lần thứ 17                       | Hồ Hạ              | Tân binh xuất sắc nhất                  | Đoạt giải | Nam ca sĩ Trung Quốc trẻ nhất và duy nhất đạt giải này |
| 2   | Giải thưởng Giai điệu vàng Singapore lần thứ 17                       | Hồ Hạ              | Tân binh của năm                        | Đề cử     | Nam ca sĩ Trung Quốc trẻ nhất và duy nhất đạt giải này |
| 3   | Lễ trao giải Tân binh âm nhạc Phong Vân Bảng Mengniu Yogurt lần thứ 4 | Hồ Hạ              | Tân binh của năm                        | Đoạt giải |                                                        |
| 3   | Lễ trao giải Tân binh âm nhạc Phong Vân Bảng Mengniu Yogurt lần thứ 4 | Hồ Hạ              | Nam nghệ sĩ xuất sắc nhất               | Đoạt giải |                                                        |
| 4   | Giải Kim Mã lần thứ 48                                                | Những năm tháng ấy | Nhạc chủ đề phim hay nhất               | Đề cử     |                                                        |
| 5   | Giải thưởng YAHOO! Search phổ biến năm 2011                           | Những năm tháng ấy | Bài hát chủ đề được tìm kiếm nhiều nhất | Đoạt giải |                                                        |
| 6   | Giải thưởng âm nhạc Apple 2011                                        | Hồ Hạ              | Ca sĩ tiềm năng nhất                    | Đoạt giải |                                                        |

| STT | Tên chương trình                                                  | Hạng mục đề cử     | Giải thưởng                                         | Kết quả   | Ghi chú                                                            |
| --- | ----------------------------------------------------------------- | ------------------ | --------------------------------------------------- | --------- | ------------------------------------------------------------------ |
| 1   | Bảng xếp hạng các ca khúc tiếng Trung của Canada HIT năm 2011     | Những năm tháng ấy | Top 10 ca khúc tiếng phổ thông hàng đầu trong nước  | Đoạt giải |                                                                    |
| 2   | Lễ trao giải Bảng xếp hạng âm nhạc xuất sắc nhất năm 2011         | Những năm tháng ấy | Top 10 đề cử chuyên nghiệp (vị trí thứ 2)           | Đoạt giải |                                                                    |
| 2   | Lễ trao giải Bảng xếp hạng âm nhạc xuất sắc nhất năm 2011         | Những năm tháng ấy | Bài hát yêu thích của tôi                           | Đoạt giải | Ca sĩ trẻ nhất trong lịch sử giành được giải thưởng này            |
| 3   | Giải thưởng Top 10 Giai điệu vàng Trung Quốc lần thứ 34           | Những năm tháng ấy | Ca khúc tiếng phổ thông nổi tiếng xuất sắc          | Đoạt giải |                                                                    |
| 3   | Giải thưởng Top 10 Giai điệu vàng Trung Quốc lần thứ 34           | Những năm tháng ấy | Top 10 giai điệu vàng (vị trí thứ 3)                | Đoạt giải |                                                                    |
| 3   | Giải thưởng Top 10 Giai điệu vàng Trung Quốc lần thứ 34           | Những năm tháng ấy | Giai điệu vàng phổ biến toàn cầu                    | Đề cử     |                                                                    |
| 3   | Giải thưởng Top 10 Giai điệu vàng Trung Quốc lần thứ 34           | Hồ Hạ              | Ca sĩ nhạc thịnh hành xuất sắc                      | Đề cử     |                                                                    |
| 4   | Lễ trao giải Phong Vân Bảng KKBOX Digital Music lần thứ 7         | Những năm tháng ấy | Nhạc phim của năm                                   | Đoạt giải | Vị trí thứ 4 trên BXH đơn khúc KKBOX hàng năm năm 2011             |
| 5   | BXH oneFM tuyển chọn top 30 hàng năm năm 2011                     | Những năm tháng ấy | NO1 bài hát vàng được yêu thích nhất vũ trụ         | Đoạt giải |                                                                    |
| 5   | BXH oneFM tuyển chọn top 30 hàng năm năm 2011                     | Những năm tháng ấy | Top 30 bài hát vàng                                 | Đoạt giải |                                                                    |
| 5   | BXH oneFM tuyển chọn top 30 hàng năm năm 2011                     | Hồ Hạ              | NO1 người mới được yêu thích nhất vũ trụ            | Đoạt giải |                                                                    |
| 6   | Lễ trao giải Tổng tuyển chọn sáng tác âm nhạc Trung Quốc năm 2011 | Những năm tháng ấy | Nhạc phim vàng được yêu thích nhất                  | Đoạt giải |                                                                    |
| 7   | Lễ trao giải MY Astro Malaysia 2011                               | Những năm tháng ấy | Nhạc phim hay nhất                                  | Đoạt giải |                                                                    |
| 7   | Lễ trao giải MY Astro Malaysia 2011                               | Hồ Hạ              | Tân binh nước ngoài xuất sắc nhất                   | Đoạt giải |                                                                    |
| 8   | Lễ trao giải âm nhạc thường niên Mengniu Yogurt lần thứ 12        | Hồ Hạ              | Người mới xuất sắc nhất                             | Đoạt giải |                                                                    |
| 9   | Bảng xếp hạng Mengniu Sour Yogurt TOP Music Radio China năm 2011  | Ái Hạ              | Ca khúc đại lục của năm                             | Đoạt giải |                                                                    |
| 9   | Bảng xếp hạng Mengniu Sour Yogurt TOP Music Radio China năm 2011  | Hồ Hạ              | Nam ca sĩ nổi tiếng đại lục                         | Đoạt giải |                                                                    |
| 9   | Bảng xếp hạng Mengniu Sour Yogurt TOP Music Radio China năm 2011  | Hồ Hạ              | Người mới xuất sắc nhất đại lục                     | Đề cử     |                                                                    |
| 9   | Bảng xếp hạng Mengniu Sour Yogurt TOP Music Radio China năm 2011  | Hồ Hạ              | Người mới nổi tiếng nhất đại lục                    | Đề cử     |                                                                    |
| 10  | Lễ trao giải âm nhạc thịnh hành hito 2012                         | Những năm tháng ấy | hito Nhạc phim chủ đề                               | Đoạt giải |                                                                    |
| 11  | Lễ trao giải eLe Singapore 2012                                   | Những năm tháng ấy | Ca khúc nổi tiếng vượt trội                         | Đoạt giải |                                                                    |
| 11  | Lễ trao giải eLe Singapore 2012                                   | Những năm tháng ấy | Ca khúc hàng đầu của năm                            | Đoạt giải |                                                                    |
| 12  | Giải thưởng Giai điệu vàng lần thứ 23                             | Những năm tháng ấy | Ca khúc xuất sắc của năm                            | Đề cử     |                                                                    |
| 13  | Giải thưởng Truyền thông Âm nhạc Trung Quốc lần thứ 12            | Những năm tháng ấy | Bài hát được nghe nhiều nhát năm theo Hundred Media | Đoạt giải |                                                                    |
| 13  | Giải thưởng Truyền thông Âm nhạc Trung Quốc lần thứ 12            | Những năm tháng ấy | Bài hát tiếng phổ thông của năm                     | Đề cử     |                                                                    |
| 14  | Bảng vàng Nhạc thịnh hành toàn cầu lần thứ 2                      | Những năm tháng ấy | Bài hát chủ đề nổi tiếng nhất năm                   | Đoạt giải | Dựa theo lượt bình chọn hàng năm của Đài phát thanh Singapore 1003 |
| 15  | Liên hoan âm nhạc CCTV-MTV lần thứ 11                             | Hồ Hạ              | Người mới xuất sắc nhất đại lục                     | Đoạt giải |                                                                    |
| 16  | Bảng xếp hạng các bài hát Trung Quốc toàn cầu lần thứ 12          | Những năm tháng ấy | Top 20 bài hát vàng của năm                         | Đoạt giải |                                                                    |
| 16  | Bảng xếp hạng các bài hát Trung Quốc toàn cầu lần thứ 12          | Hồ Hạ              | Nam ca sĩ được yêu thích nhất (top 5)               | Đoạt giải |                                                                    |
| 17  | Bảng xếp hạng các bài hát Trung Quốc lần thứ 20                   | Điểm cháy          | Bài hát vàng của năm                                | Đoạt giải |                                                                    |

| STT | Tên chương trình                                             | Hạng mục đề cử     | Giải thưởng                                                                            | Kết quả   |
| --- | ------------------------------------------------------------ | ------------------ | -------------------------------------------------------------------------------------- | --------- |
| 1   | Lễ trao giải 10 bài hát vàng hàng đầu Hồng Kông năm 2012     | Điểm cháy          | Bài hát Trung Quốc được yêu thích nhất                                                 | Đề cử     |
| 1   | Lễ trao giải 10 bài hát vàng hàng đầu Hồng Kông năm 2012     | Hồ Hạ              | Nam ca sĩ nổi tiếng nhất Châu Á Thái Bình Dương                                        | Đề cử     |
| 2   | Lễ hội âm nhạc tiên phong năm 2012                           | Những năm tháng ấy | Top 10 bài hát vàng của năm 2012 (Top 10 bài hát vàng tiên phong ở Trung Quốc đại lục) | Đoạt giải |
| 2   | Lễ hội âm nhạc tiên phong năm 2012                           | Những năm tháng ấy | Bài hát phổ biến nhất năm 2012                                                         | Đoạt giải |
| 2   | Lễ hội âm nhạc tiên phong năm 2012                           | Hồ Hạ              | Nam ca sĩ tiên phong được yêu thích nhất năm 2012                                      | Đoạt giải |
| 3   | Lễ trao giải Đông Phương Phong Vân Bảng lần thứ 20           | Điểm cháy          | Top 10 bài hát vàng                                                                    | Đoạt giải |
| 4   | Bảng xếp hạng âm nhạc thịnh hành toàn cầu lần thứ 3          | Điểm cháy          | Top 20 bài hát vàng của năm                                                            | Đoạt giải |
| 4   | Bảng xếp hạng âm nhạc thịnh hành toàn cầu lần thứ 3          | Hồ Hạ              | Giải thưởng Music Radio                                                                | Đoạt giải |
| 5   | Bảng xếp hạng Mengniu Sour Yogurt Music Radio China năm 2012 | Điểm cháy          | Bài hát Đại lục của năm                                                                | Đoạt giải |
| 5   | Bảng xếp hạng Mengniu Sour Yogurt Music Radio China năm 2012 | Điểm cháy          | Album Đại lục nổi tiếng nhất năm                                                       | Đề cử     |
| 5   | Bảng xếp hạng Mengniu Sour Yogurt Music Radio China năm 2012 | Hồ Hạ              | Nam ca sĩ của năm do truyền thông Đại lục bình chọn                                    | Đoạt giải |
| 5   | Bảng xếp hạng Mengniu Sour Yogurt Music Radio China năm 2012 | Hồ Hạ              | Nam ca sĩ xuất sắc nhất Đại lục                                                        | Đề cử     |
| 5   | Bảng xếp hạng Mengniu Sour Yogurt Music Radio China năm 2012 | Hồ Hạ              | Nam ca sĩ nổi tiếng nhất Đại lục                                                       | Đề cử     |
| 6   | Bảng xếp hạng âm nhạc thành thị phổ biến nhất lần thứ 6      | Điểm cháy          | Top 20 bài hát vàng của năm                                                            | Đoạt giải |
| 6   | Bảng xếp hạng âm nhạc thành thị phổ biến nhất lần thứ 6      | Điểm cháy          | Quán quân do khán giả bình chọn                                                        | Đoạt giải |
| 7   | Bảng xếp hạng bài hát Trung Quốc toàn cầu lần thứ 13         | Thay đổi           | Top 20 bài hát vàng của năm                                                            | Đoạt giải |
| 7   | Bảng xếp hạng bài hát Trung Quốc toàn cầu lần thứ 13         | Hồ Hạ              | Ca sĩ nổi bật nhất khu vực Bắc Kinh                                                    | Đoạt giải |
| 7   | Bảng xếp hạng bài hát Trung Quốc toàn cầu lần thứ 13         | Hồ Hạ              | Giọng ca hấp dẫn                                                                       | Đoạt giải |
| 8   | Giải thưởng Giai điệu vàng Singapore lần thứ 18              | Hồ Hạ              | Ca sĩ nổi bật nhất khu vực Trung Quốc Đại lục                                          | Đoạt giải |

| STT | Tên chương trình                                             | Hạng mục đề cử          | Giải thưởng             | Kết quả   |
| --- | ------------------------------------------------------------ | ----------------------- | ----------------------- | --------- |
| 1   | Lễ hội Âm nhạc QQ lần thứ nhất                               | Điệu Tango của tên ngốc | Bài hát vàng của năm    | Đoạt giải |
| 2   | Bảng xếp hạng Mengniu Sour Yogurt Music Radio China năm 2013 | Tình yêu cách một mét   | Ca khúc của năm         | Đoạt giải |
| 3   | Lễ hội Âm nhạc 10 năm Kugou Music                            | Hồ Hạ                   | Ca sĩ 8x nổi tiếng nhất | Đoạt giải |

| STT | Tên chương trình                           | Hạng mục đề cử | Giải thưởng                 | Kết quả   |
| --- | ------------------------------------------ | -------------- | --------------------------- | --------- |
| 1   | Lễ trao giải từ thiện thường niên năm 2015 | Hồ Hạ          | Hình mẫu thần tượng của năm | Đoạt giải |
| 2   | BXH bài hát Trung Quốc                     | Hồ Hạ          | Ca sĩ quyền lực nhất        | Đoạt giải |
| 2   | BXH bài hát Trung Quốc                     | Hồ Hạ          | Nghệ sĩ toàn năng           | Đoạt giải |

| STT | Tên chương trình                                              | Hạng mục đề cử               | Giải thưởng                                     | Kết quả   |
| --- | ------------------------------------------------------------- | ---------------------------- | ----------------------------------------------- | --------- |
| 1   | Liên hoan âm nhạc Trung Quốc toàn cầu Singing King lần thứ 11 | Yêu nàng từng bước rung động | Nhạc phim truyền hình hay nhất                  | Đoạt giải |
| 2   | Đêm hội Weibo 2015                                            | Hồ Hạ                        | Nam diễn viên mới xuất sắc nhất (phim Tai trái) | Đoạt giải |

| STT | Tên chương trình                                  | Hạng mục đề cử | Giải thưởng                        | Kết quả   |
| --- | ------------------------------------------------- | -------------- | ---------------------------------- | --------- |
| 1   | Lễ trao giải Internet Bull Ear lần thứ 8 năm 2017 | Hồ Hạ          | Ca sĩ nhạc vàng trực tuyến của năm | Đoạt giải |

| STT | Tên chương trình                                | Hạng mục đề cử  | Giải thưởng     | Kết quả   |
| --- | ----------------------------------------------- | --------------- | --------------- | --------- |
| 1   | Đêm hội Weibo 2017                              | Hồ Hạ           | Ca sĩ của năm   | Đoạt giải |
| 2   | Giải thưởng Âm nhạc LAVENDER lần thứ 3 năm 2017 | Hạ chí chưa tới | Bài hát của năm | Đề cử     |

| STT | Tên chương trình                              | Hạng mục đề cử        | Giải thưởng                                          | Kết quả   |
| --- | --------------------------------------------- | --------------------- | ---------------------------------------------------- | --------- |
| 1   | Lễ vinh danh Tiên phong trong Âm nhạc của năm | Niệm·Cựu              | Album hay nhất                                       | Đoạt giải |
| 1   | Lễ vinh danh Tiên phong trong Âm nhạc của năm | Hồ Hạ                 | Nam ca sĩ Tiên phong nổi tiếng nhất Đại lục          | Đoạt giải |
| 1   | Lễ vinh danh Tiên phong trong Âm nhạc của năm | Biết không biết không | Bài hát tiên phong                                   | Đoạt giải |
| 1   | Lễ vinh danh Tiên phong trong Âm nhạc của năm | Biết không biết không | Bài hát và phim truyền hình nổi tiếng nhất           | Đoạt giải |
| 2   | Liên hoan âm nhạc Miguhui lần thứ 13          | Biết không biết không | Top 10 bài hát vàng                                  | Đoạt giải |
| 2   | Liên hoan âm nhạc Miguhui lần thứ 13          | Hồ Hạ                 | Tiết mục biểu diễn xuất sắc nhất của Migu Music Live | Đoạt giải |

| Tên chương trình                          | Hạng mục đề cử            | Giải thưởng                             | Kết quả   |
| ----------------------------------------- | ------------------------- | --------------------------------------- | --------- |
| Bảng xếp hạng âm nhạc Trung Quốc toàn cầu | Bay lên nào, thiếu niên ! | Bài hát đứng đầu BXH tuần thứ 4 tháng 9 | Đoạt giải |

| Tên chương trình                              | Hạng mục đề cử        | Giải thưởng                           | Kết quả |
| --------------------------------------------- | --------------------- | ------------------------------------- | ------- |
| Bảng xếp hạng các bài hát hàng đầu Trung Quốc | Biết không biết không | Bài hát nhạc phim được yêu thích nhất | Đề cử   |

| Tên chương trình                                              | Hạng mục đề cử | Giải thưởng                                        | Kết quả   |
| ------------------------------------------------------------- | -------------- | -------------------------------------------------- | --------- |
| Bảng xếp hạng các ca khúc tiếng Trung của Canada HIT năm 2021 | Vô đề          | Top 10 ca khúc tiếng phổ thông hàng đầu trong nước | Đoạt giải |

| STT | Tên chương trình                             | Hạng mục đề cử    | Giải thưởng                                     | Kết quả   |
| --- | -------------------------------------------- | ----------------- | ----------------------------------------------- | --------- |
| 1   | BXH Đông Phương Phong Vân Quý 3 năm 2022     | Thế gian có cô ấy | Ca khúc vàng do khán giả trong nước bình chọn   | Đoạt giải |
| 2   | Lễ hội âm nhạc Weibo 2022                    | Hồ Hạ             | Ca sĩ chất lượng của năm                        | Đoạt giải |
| 3   | Liên hoan điện ảnh và truyền hình Tiền Đường | Hồ Hạ             | Giải thưởng ca khúc phim truyền hình chất lượng | Đoạt giải |
| 4   | Đông Phương Phong Vân Bảng                   | Hồ Hạ             | Ca sĩ vinh quang                                | Đoạt giải |